# Soupert & Notting

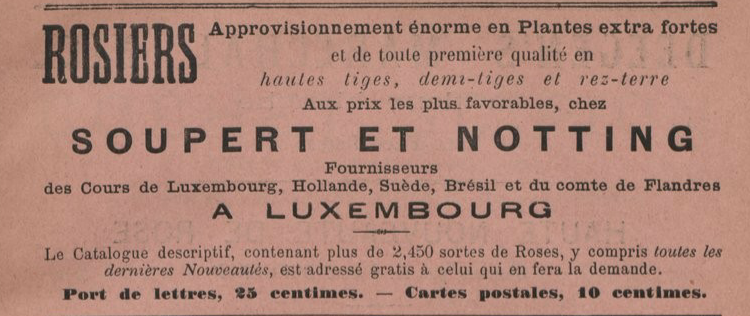
Advertentie van het bedrijf

Soupert & Notting was een Luxemburgs bedrijf dat gespecialiseerd was in de handel en veredeling van rozen. Het bedrijf was actief van het midden van de 19e eeuw tot de Tweede Wereldoorlog.

## Geschiedenis
De Rijnlander Pierre (Peter) Notting (1825-1895) begon zijn loopbaan in 1845 in de sierplantenkwekerij van Augustin Wilhelm in de stad Luxemburg. In 1855 richtte hij samen met zijn vriend Jean Soupert (1834-1910) de kwekerij Soupert & Notting op in Limpertsberg. Gestimuleerd door de groeiende vraag specialiseerden ze zich al snel in de handel en teelt van rozen. In 1857 trouwde Jean Soupert met Anne-Marie Notting, de zus van Pierre Notting. Vanaf 1861 won het bedrijf talrijke prijzen in het buitenland (in Frankrijk, België, Duitsland, Nederland, het Verenigd Koninkrijk en de Verenigde Staten, waar het in 1876 deelnam aan de Centennial Exposition in Philadelphia). In 1867 verkreeg Pierre Notting zijn naturalisatie in Luxemburg. Als eerbetoon aan zijn collega's gaf de Franse rozenkweker Jean Pernet Sr. uit Lyon in 1874 een donkerroze mosroos de naam 'Soupert & Notting'. Evrard Ketten, één van de oprichters van de rozenkwekerij Ketten Frères, was leerling bij Soupert & Notting.
Pierre Noting stierf in Luxemburg in 1895. Zijn dood werd herdacht met een abrikooskleurige theehybride, genaamd 'Souvenir de Pierre Notting', die in 1899 een grote gouden medaille won in Elsene, gevolgd door eerste prijzen in 1903 in Maastricht en in Douai.
Jean Soupert was ridder in de Orde van de Eikenkroon, ridder in de Orde van Leopold II en ridder in het Legioen van Eer. Jean Soupert stierf in 1910 en in dat jaar gaf de Luxemburgse post een postzegel uit met zijn afbeelding.
In 1906 had Jean-Constant Soupert (1871-1942) het bedrijf Soupert & Notting overgenomen, samen met Jean-Pierre Soupert-Hueber (1859-1916) en Pierre-Alphonse Soupert (1862-1918). In 1917 werd het bedrijf omgedoopt tot 'Constant Soupert & Cie.'.

## Rozen van Soupert & Notting (selectie)

### Foto's

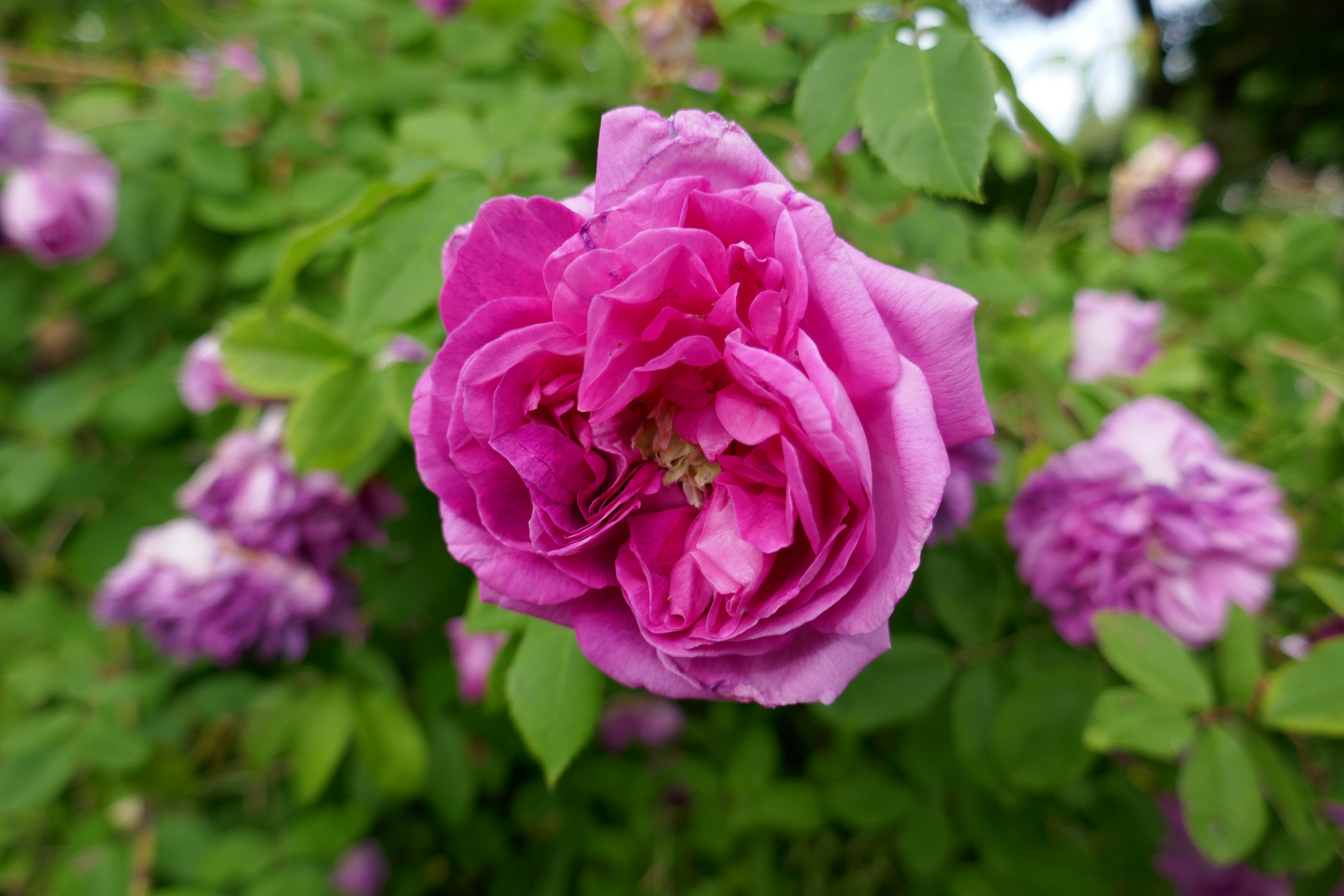
'Tour de Malakoff' (voor 1856)
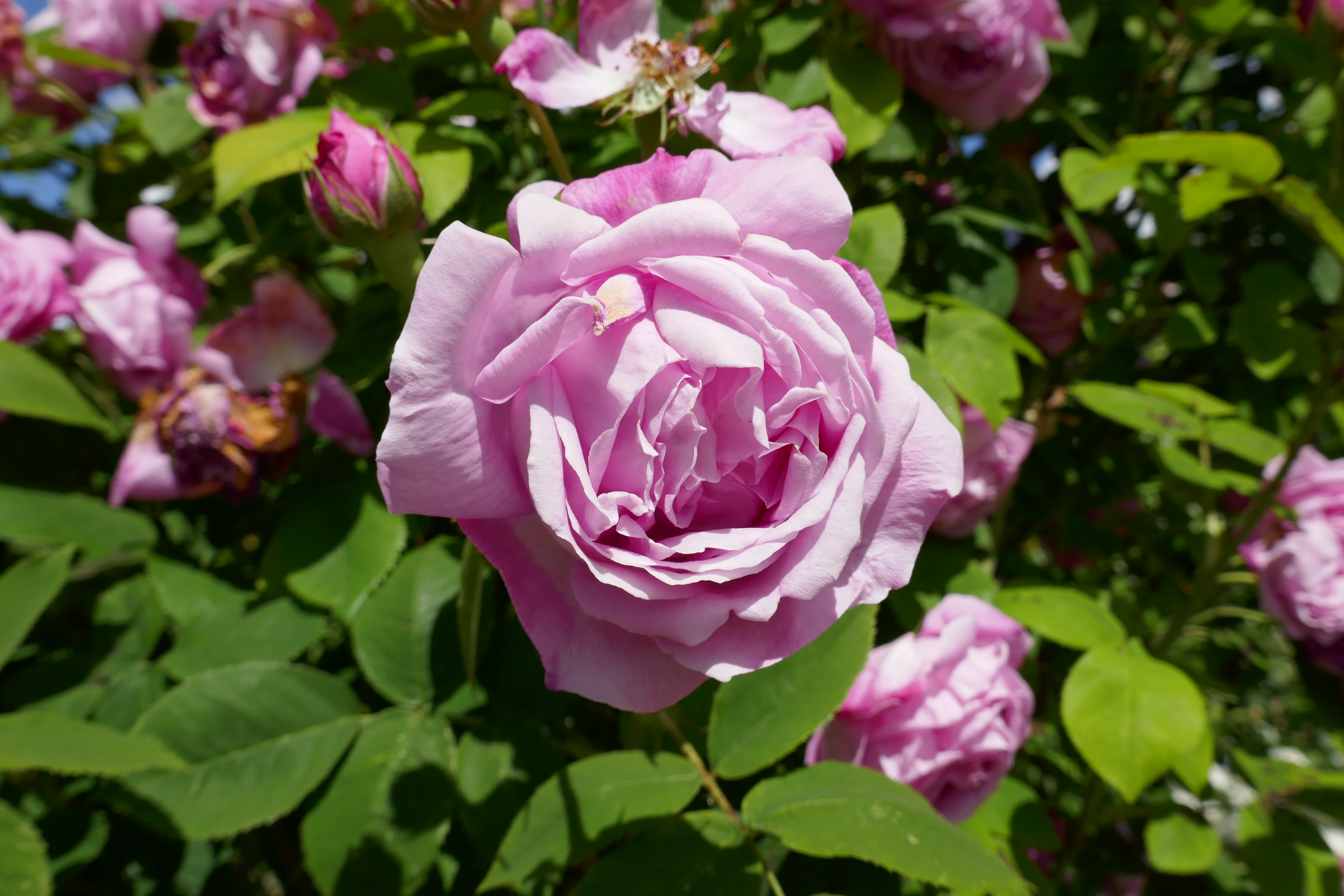
'La Noblesse' (voor 1856)
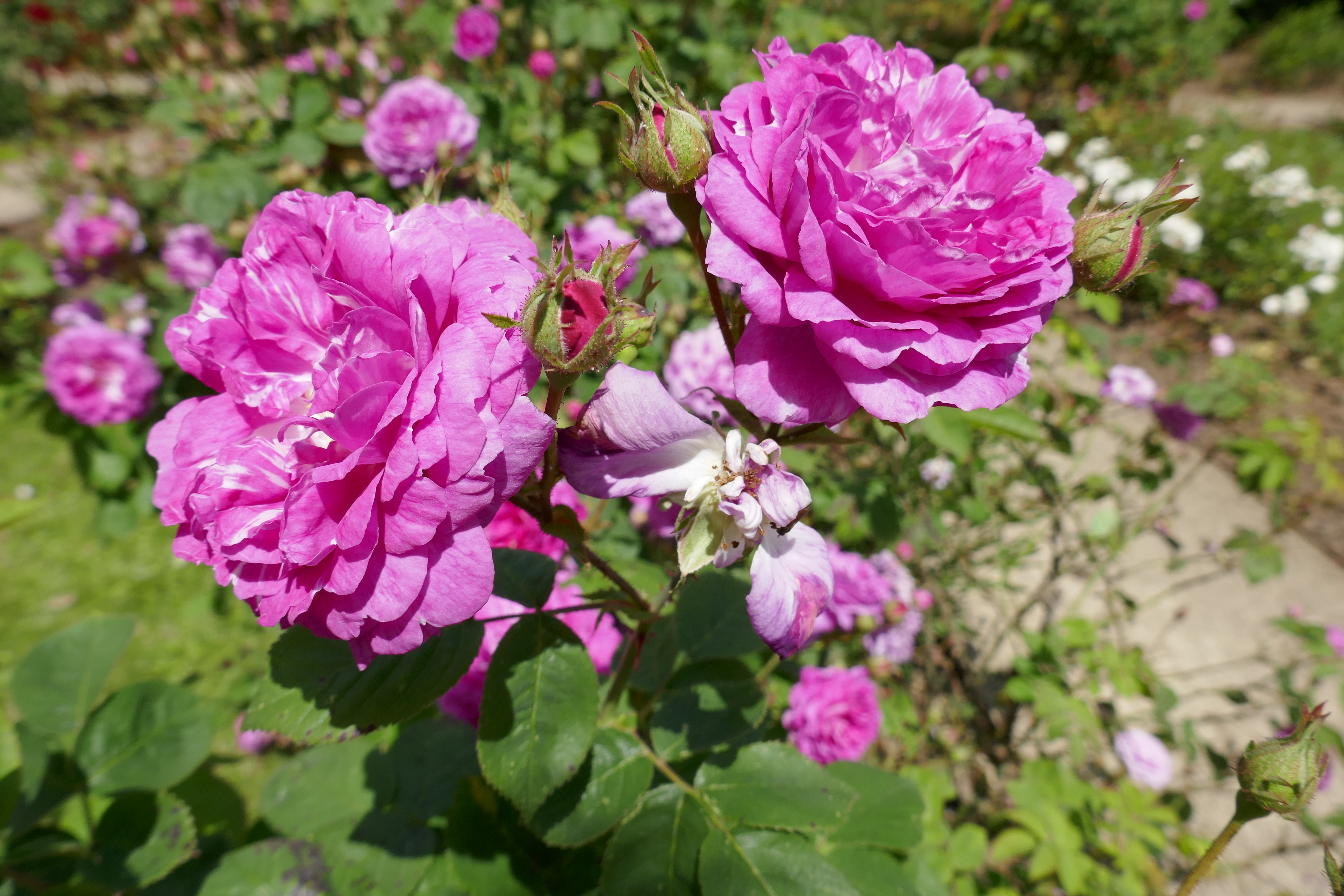
'La Sirène' (1867)
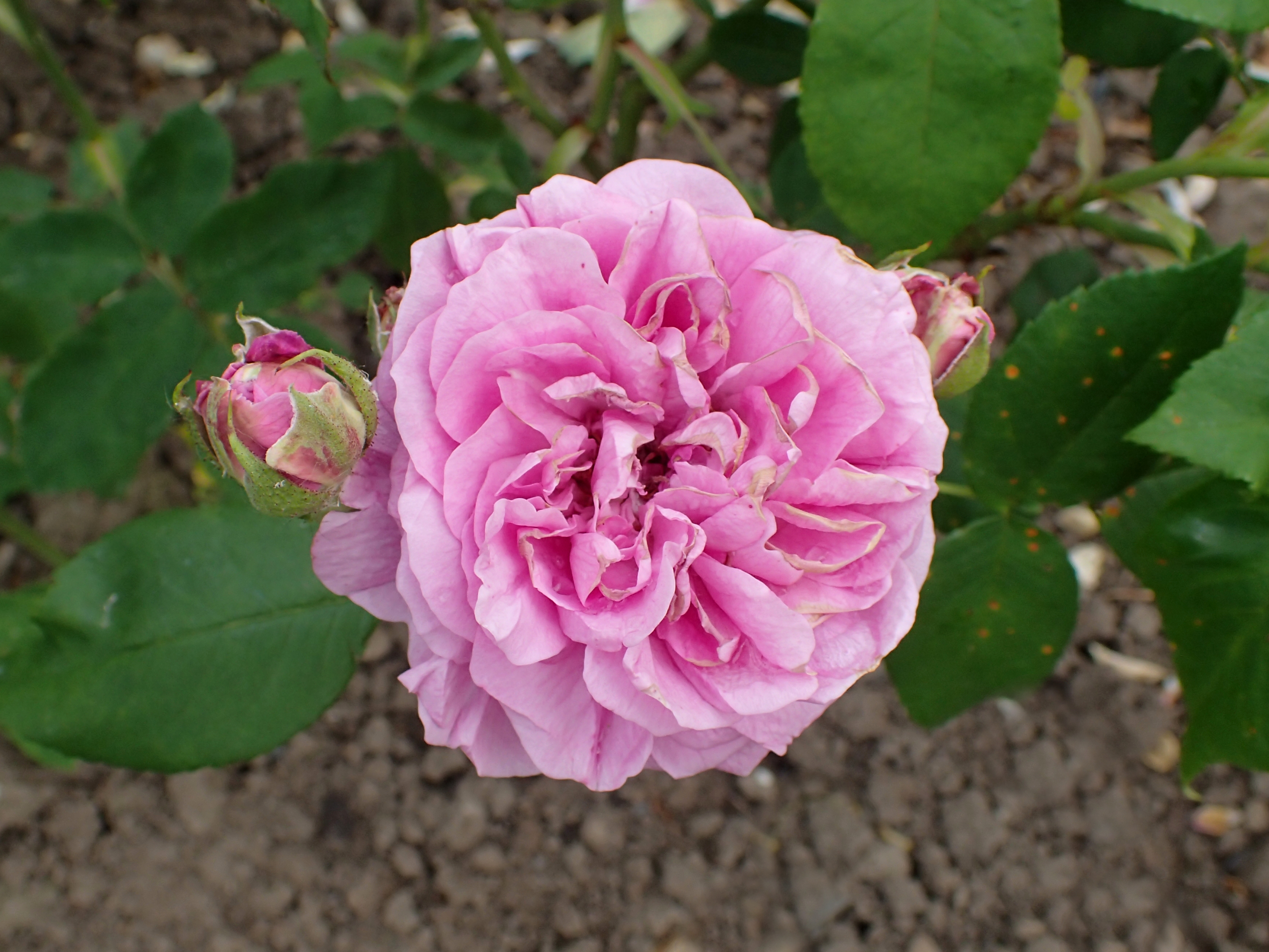
'Le Roitelet' (1869)
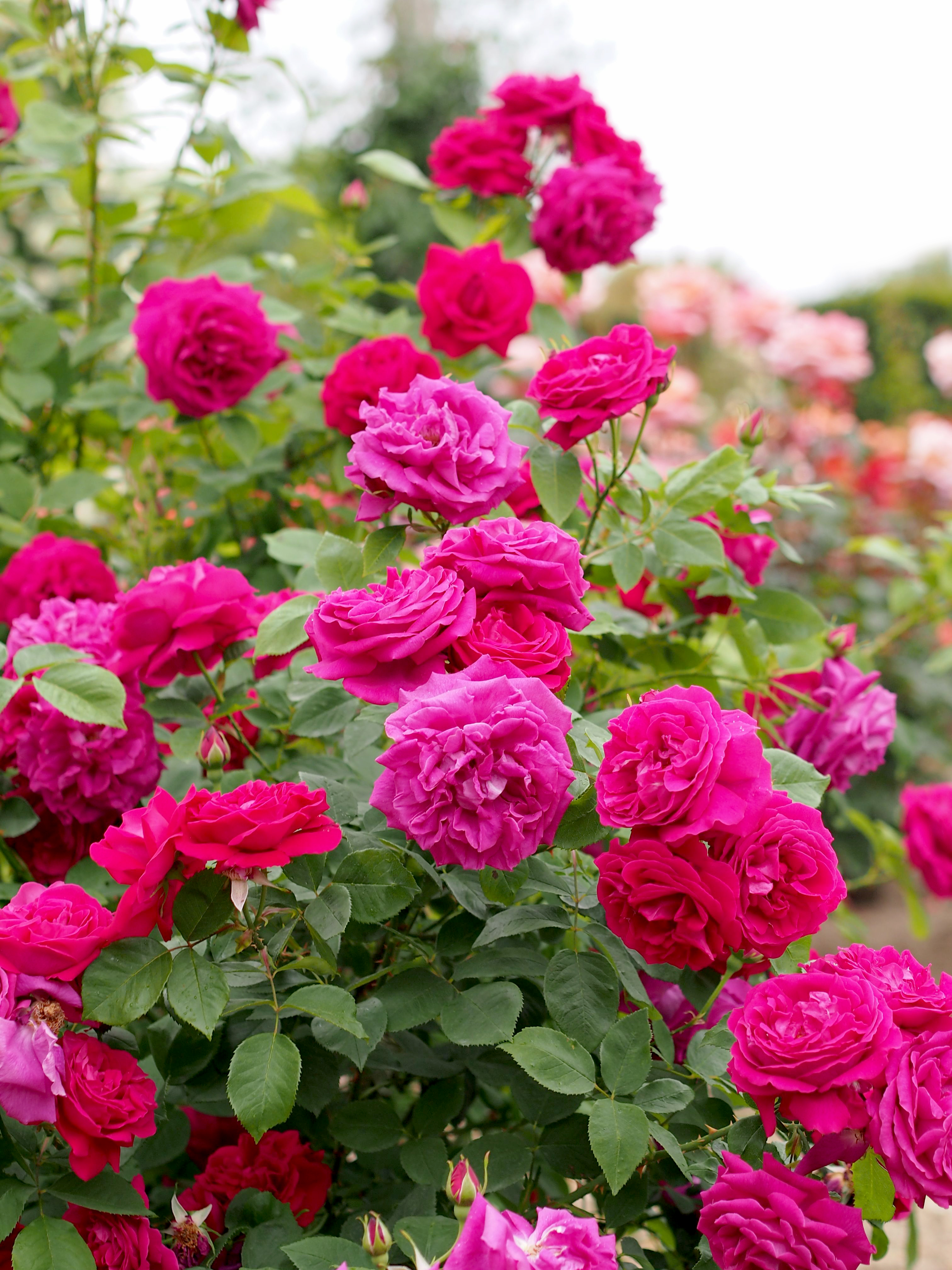
'Eugène Fürst' (1875)
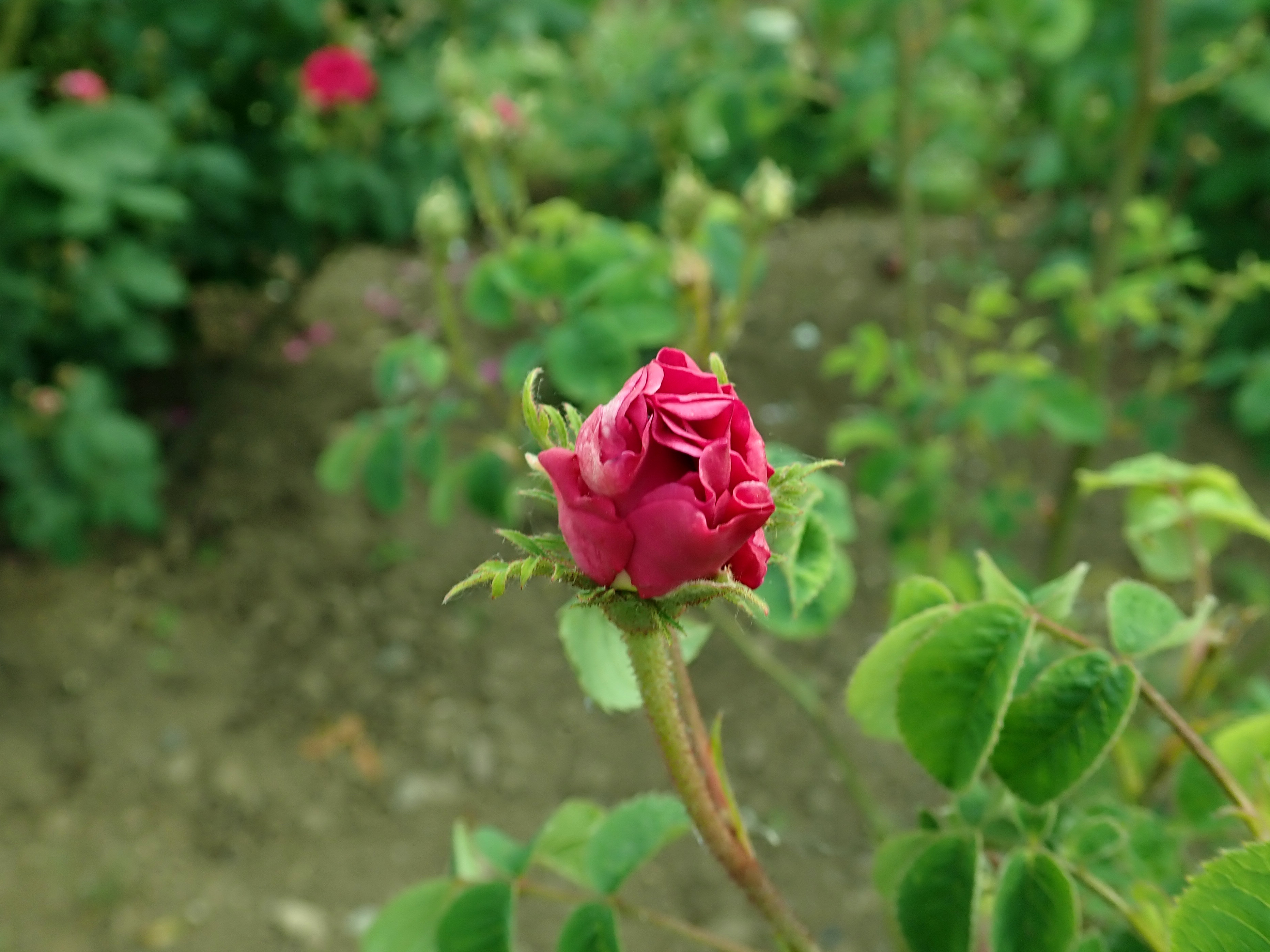
'Violacée' (1876)
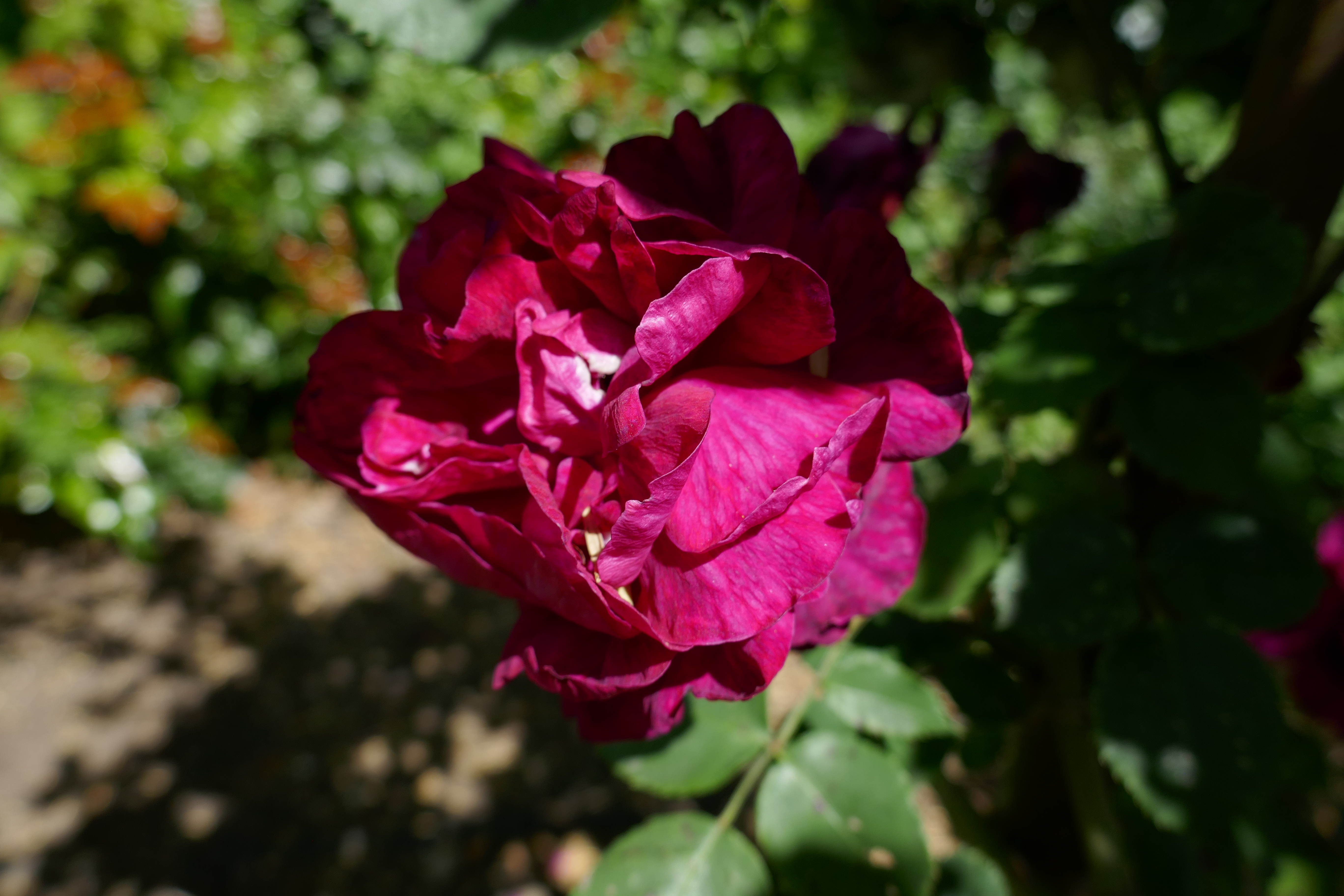
'Robusta' (1877)
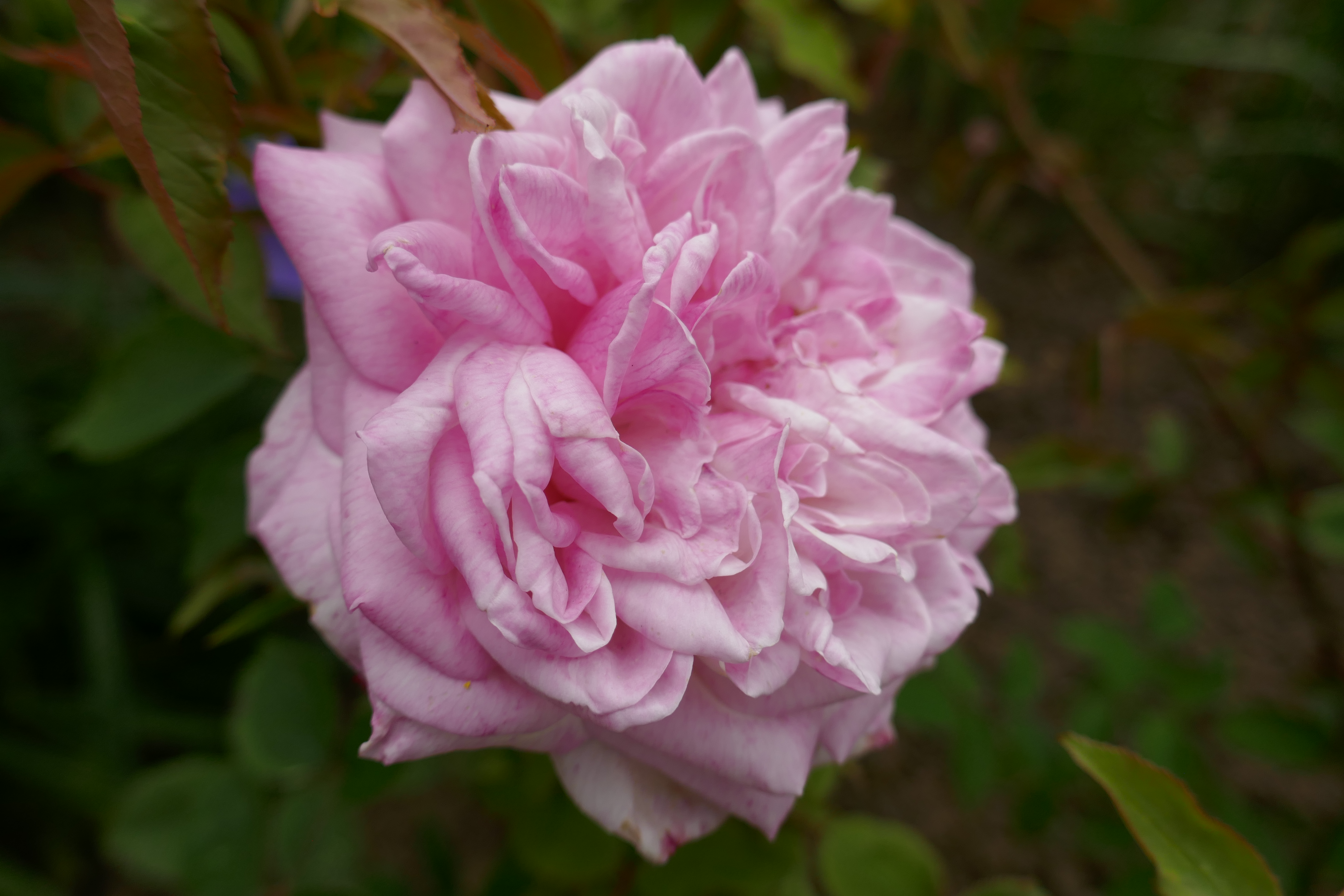
'Directeur Constantin Bernard' (1886)
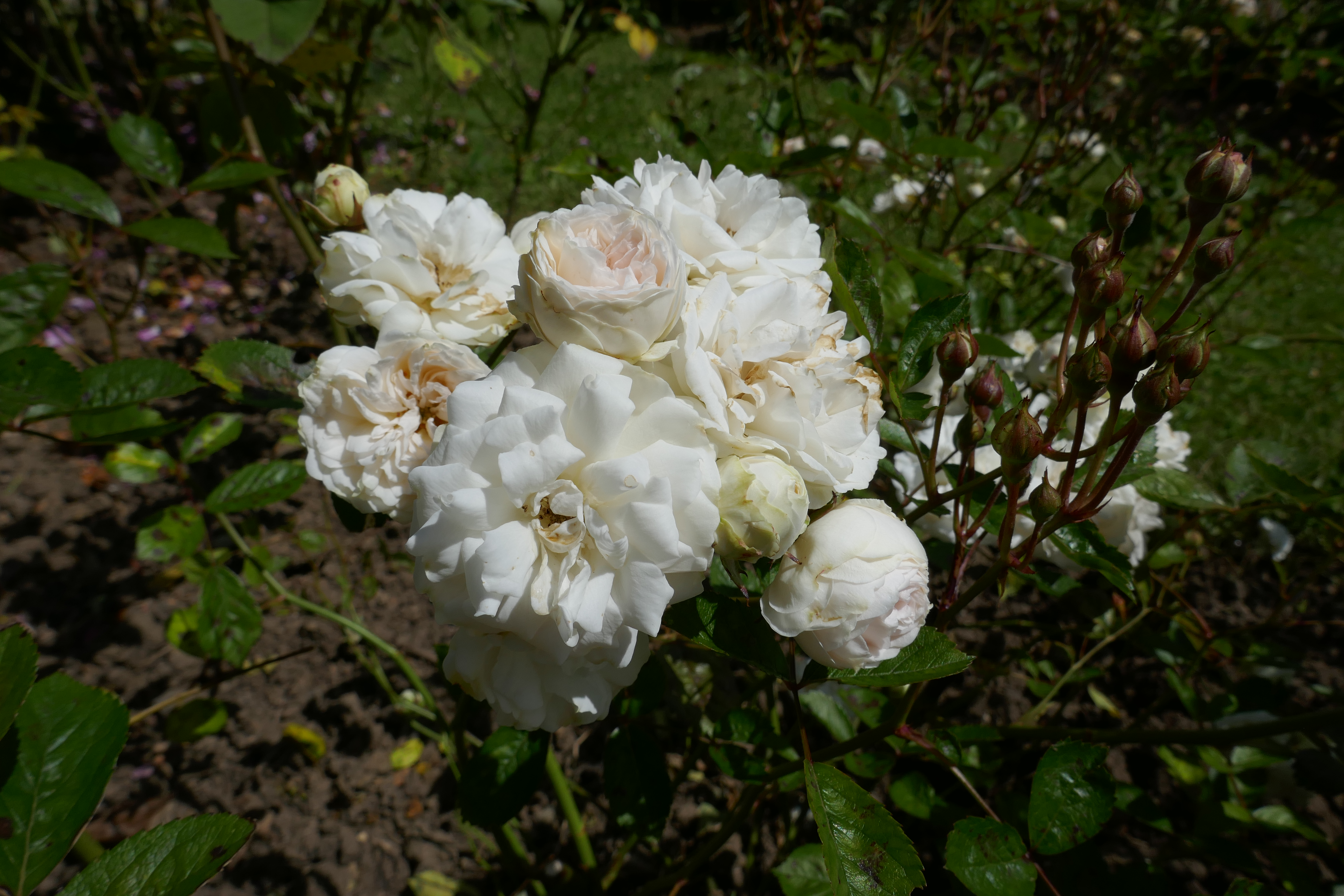
'Clothilde Soupert' (1888)
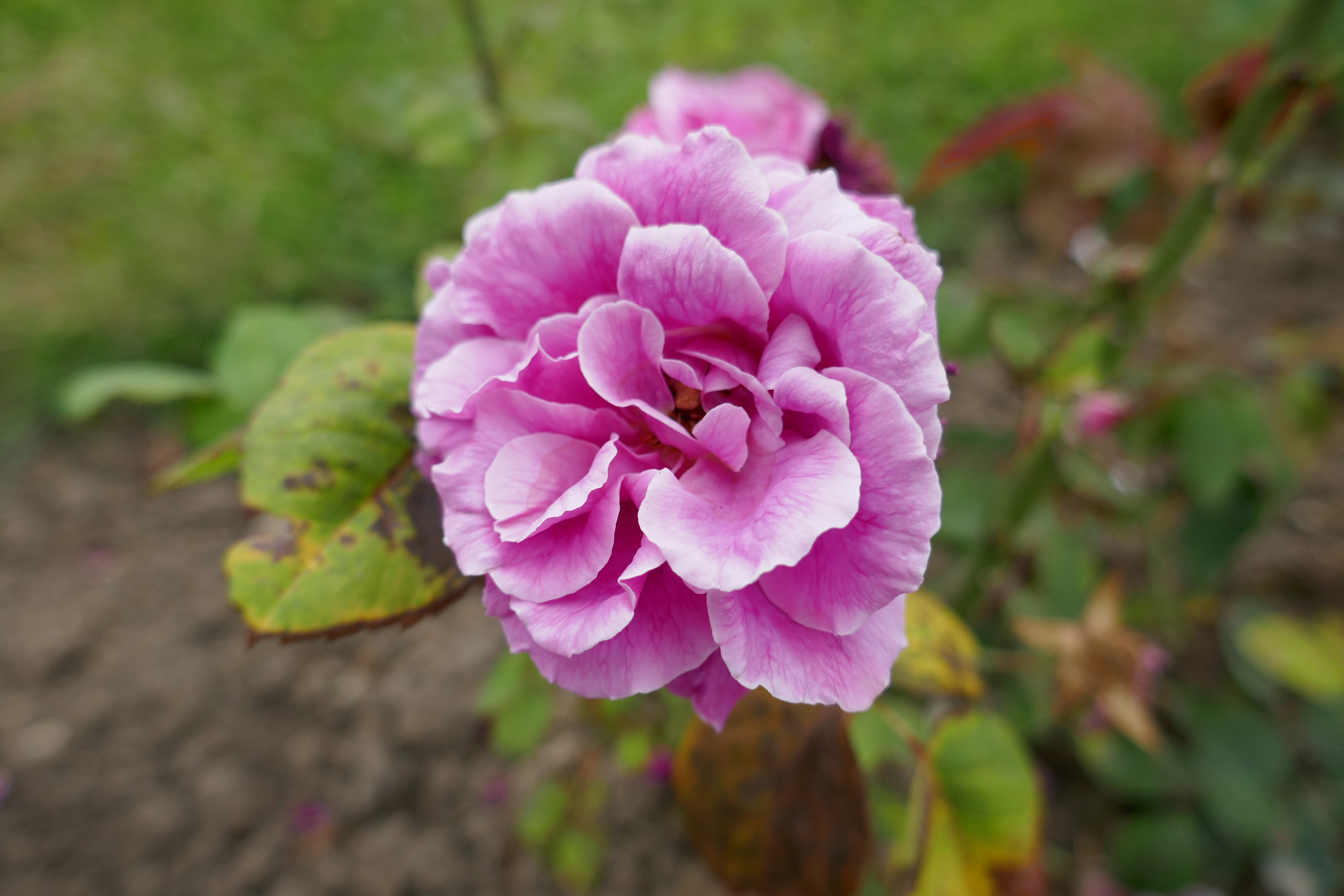
'Oscar II, Roi de Suède' (1888)
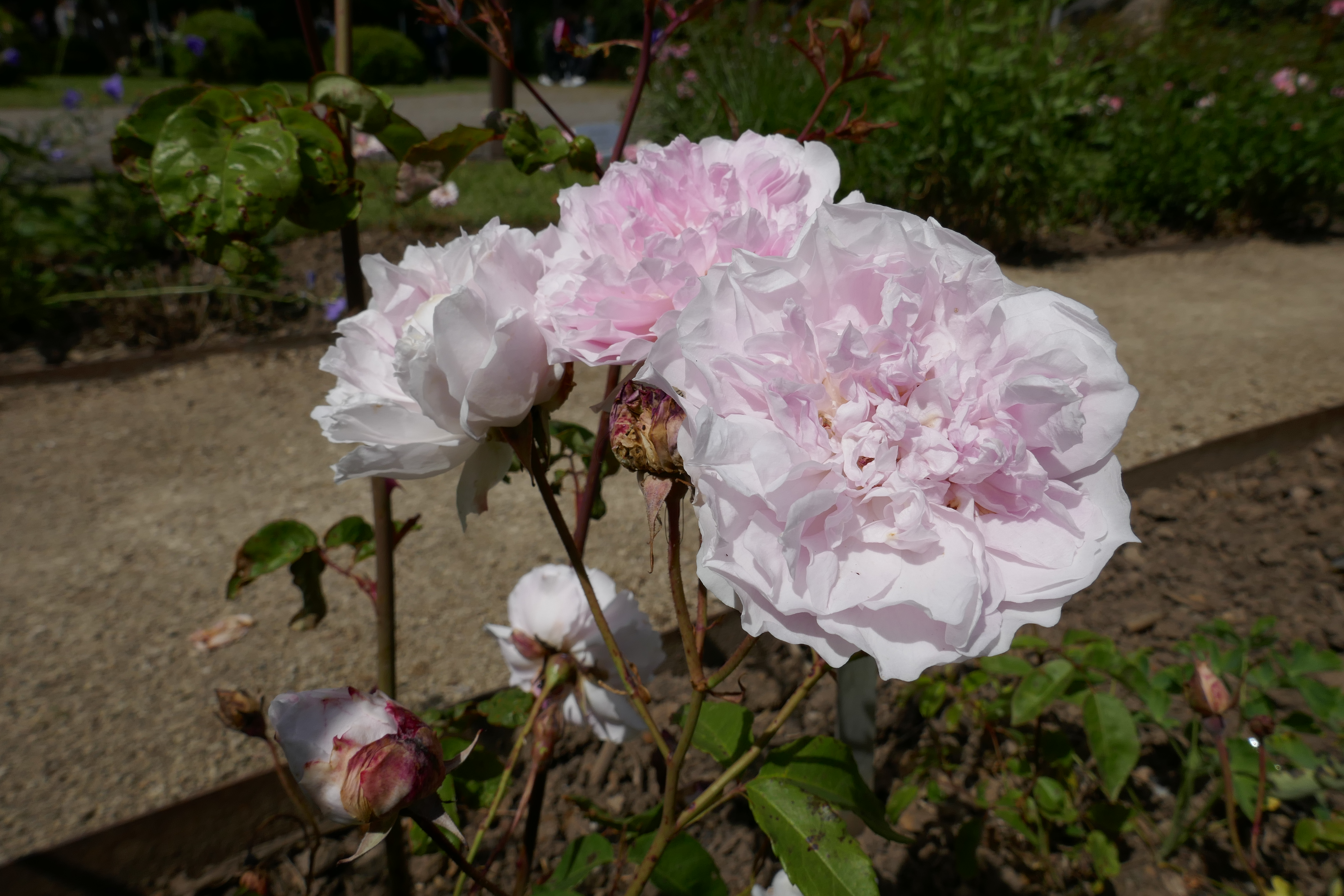
'Princesse Joséphine de Flandres' (1888)
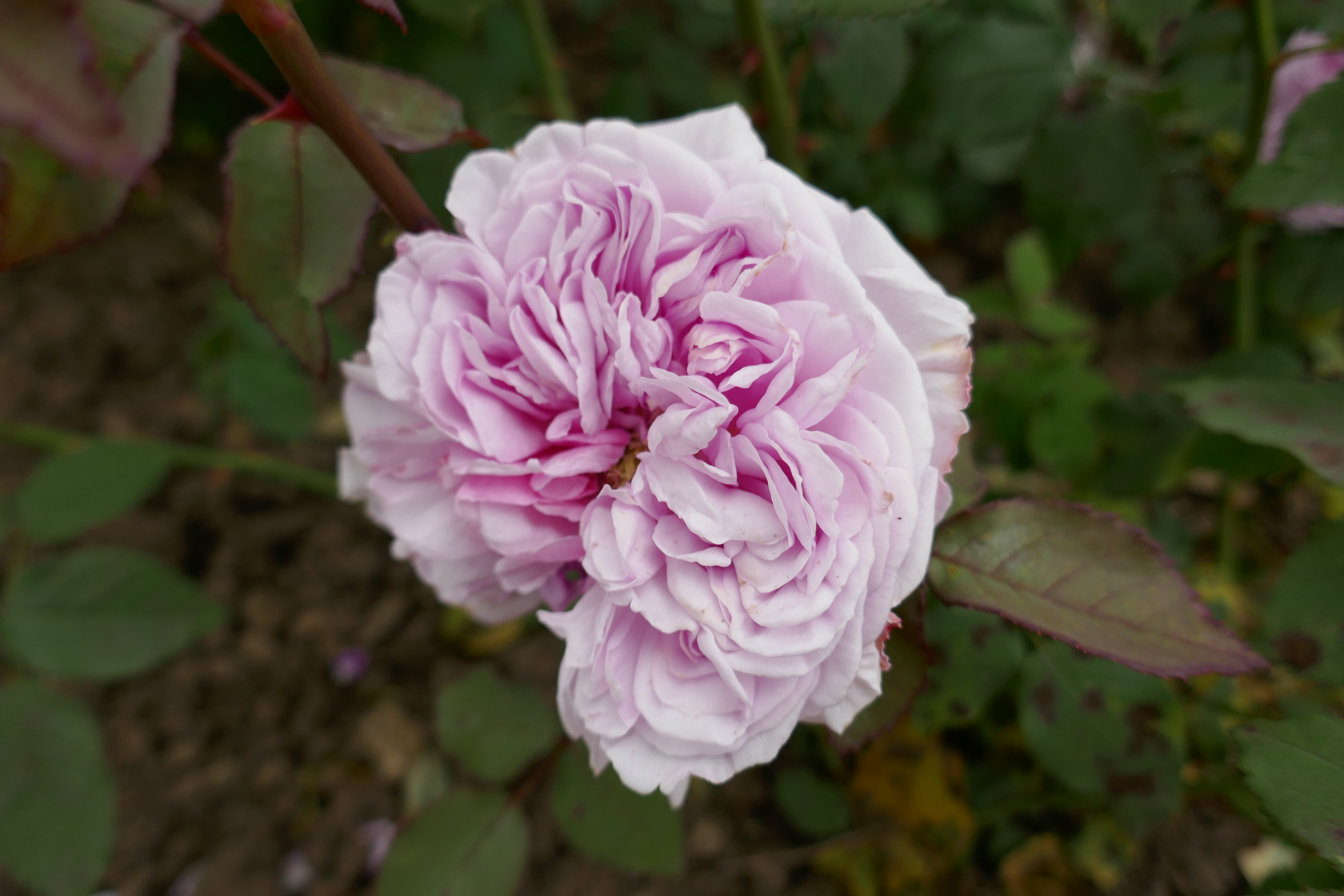
'Bona Weillschott' (1889)
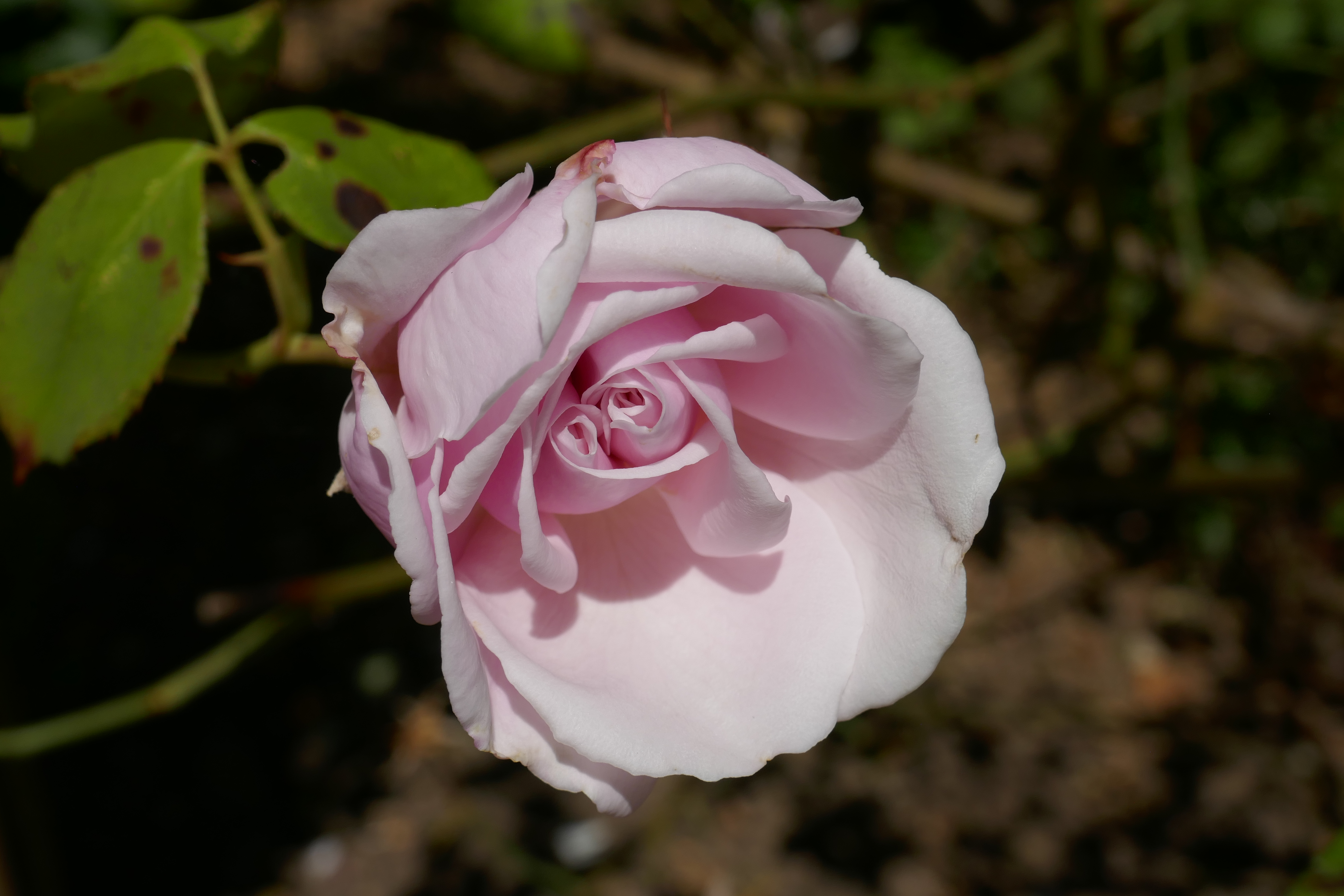
'Gribaldo Nicola' (1890)
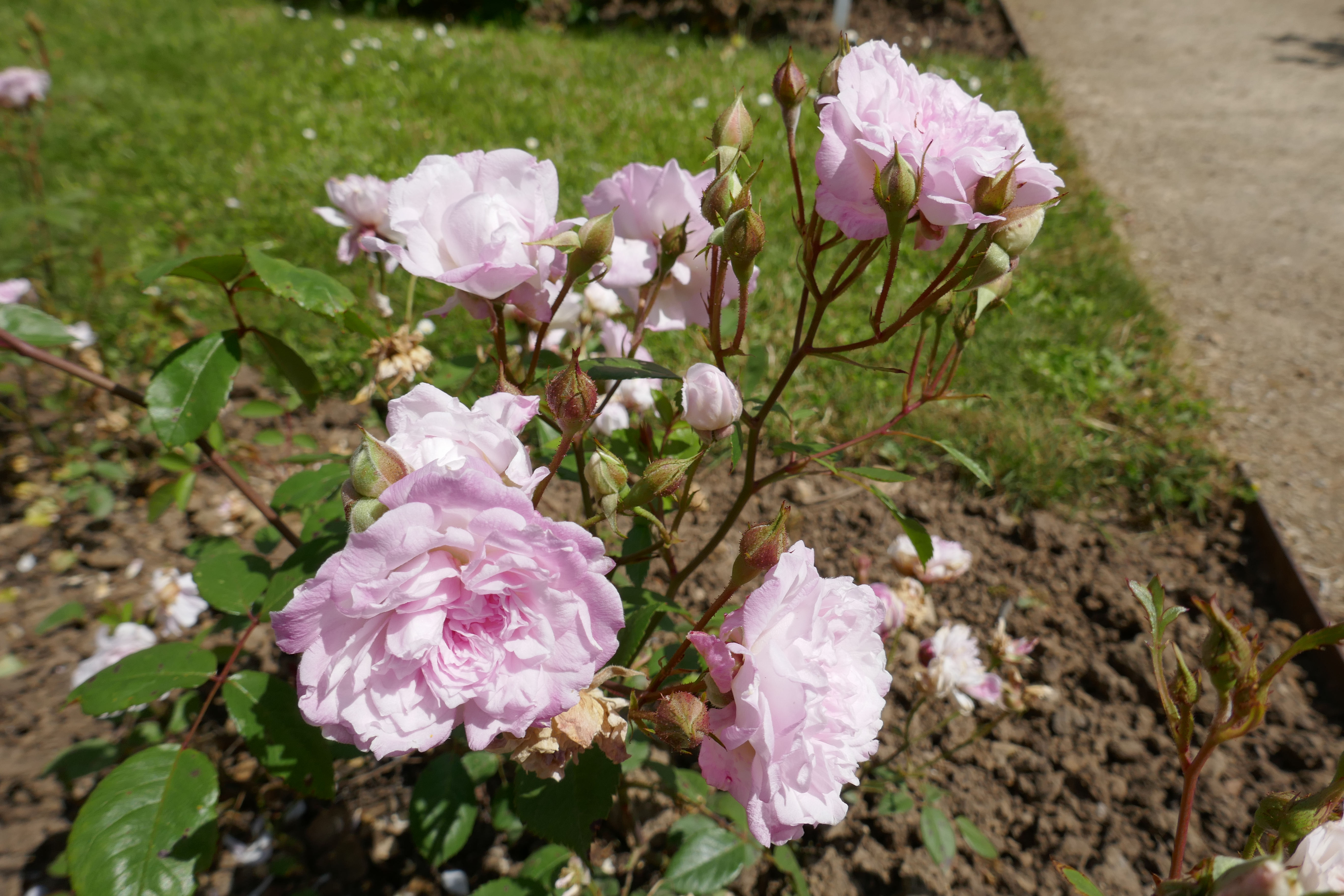
'Petite Léonie' (1892)
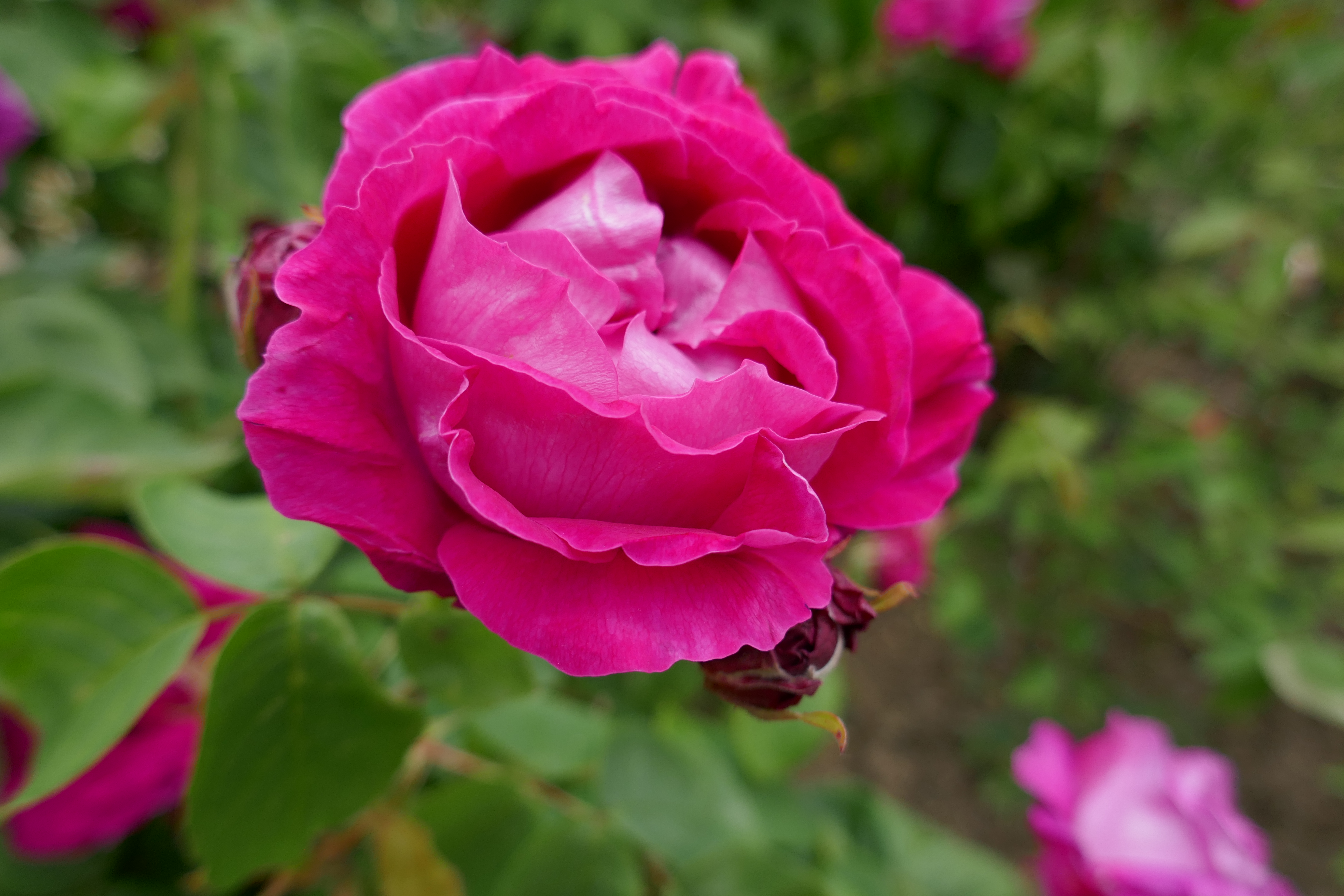
'Graf Fritz Metternich' (1895)
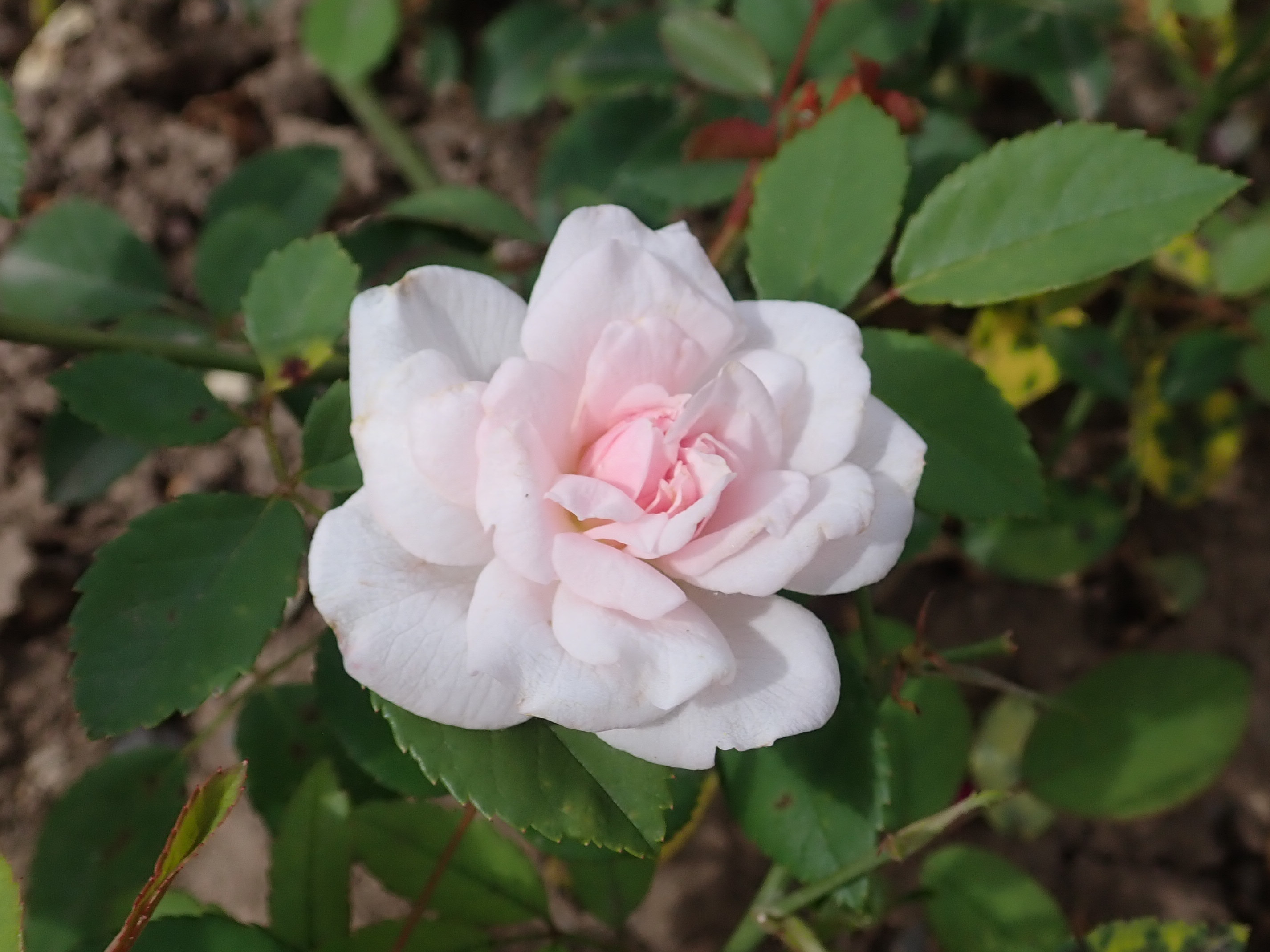
'Princesse Marie-Adelaïde de Luxembourg' (1895)
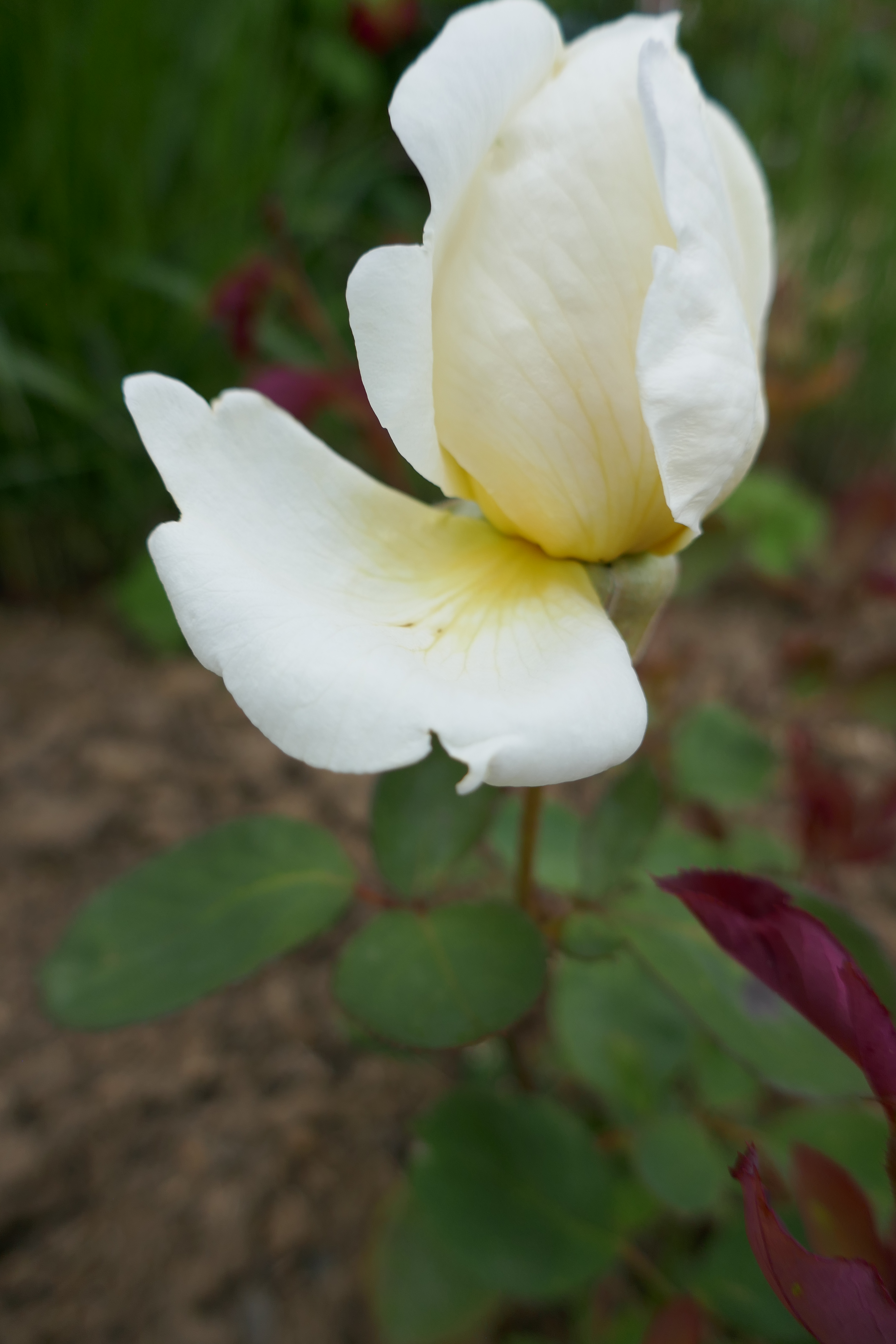
'Gardenia' (1898)
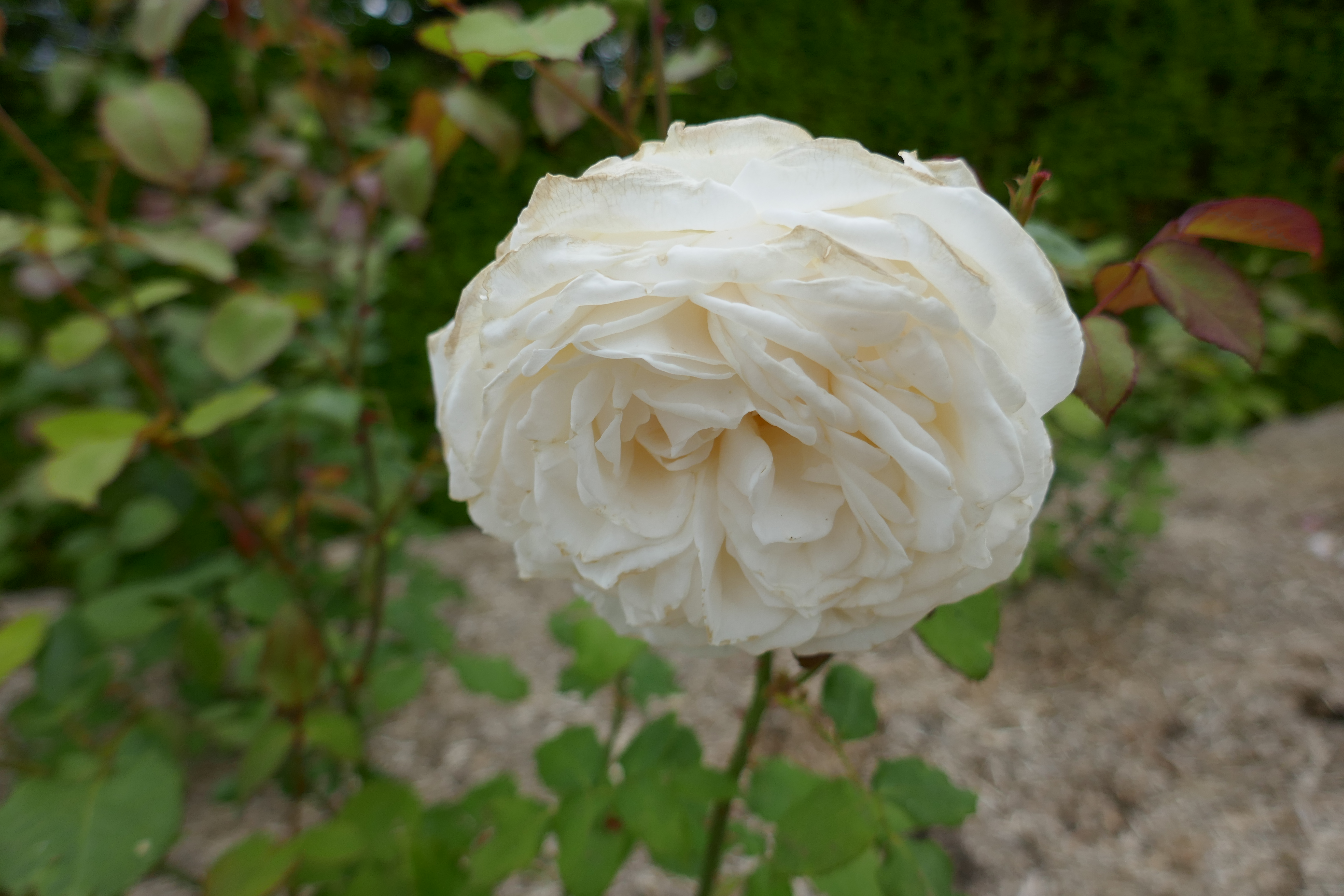
'Madame Jean-Pierre Soupert' (1900)
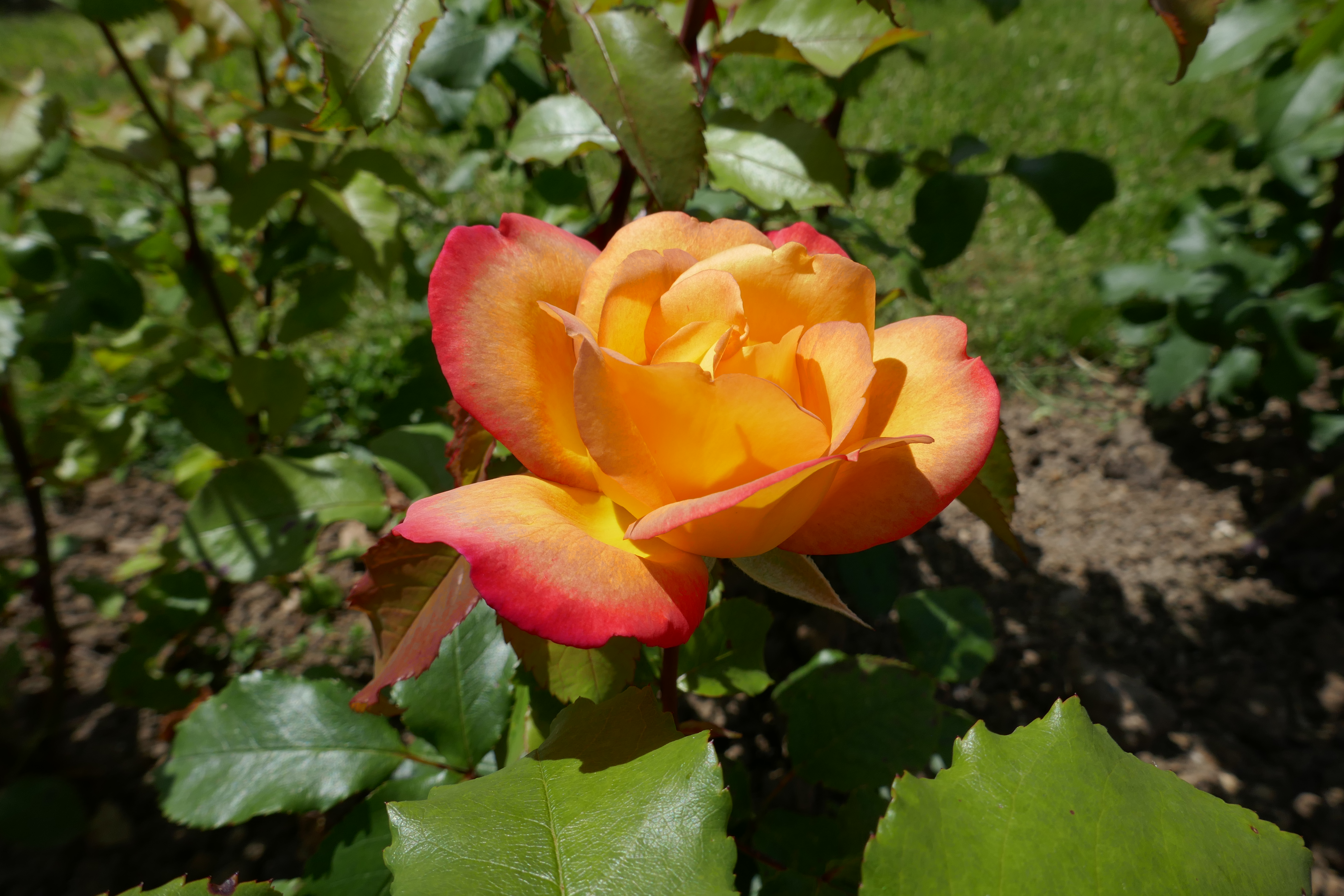
'Laure Wattinne' (1901)
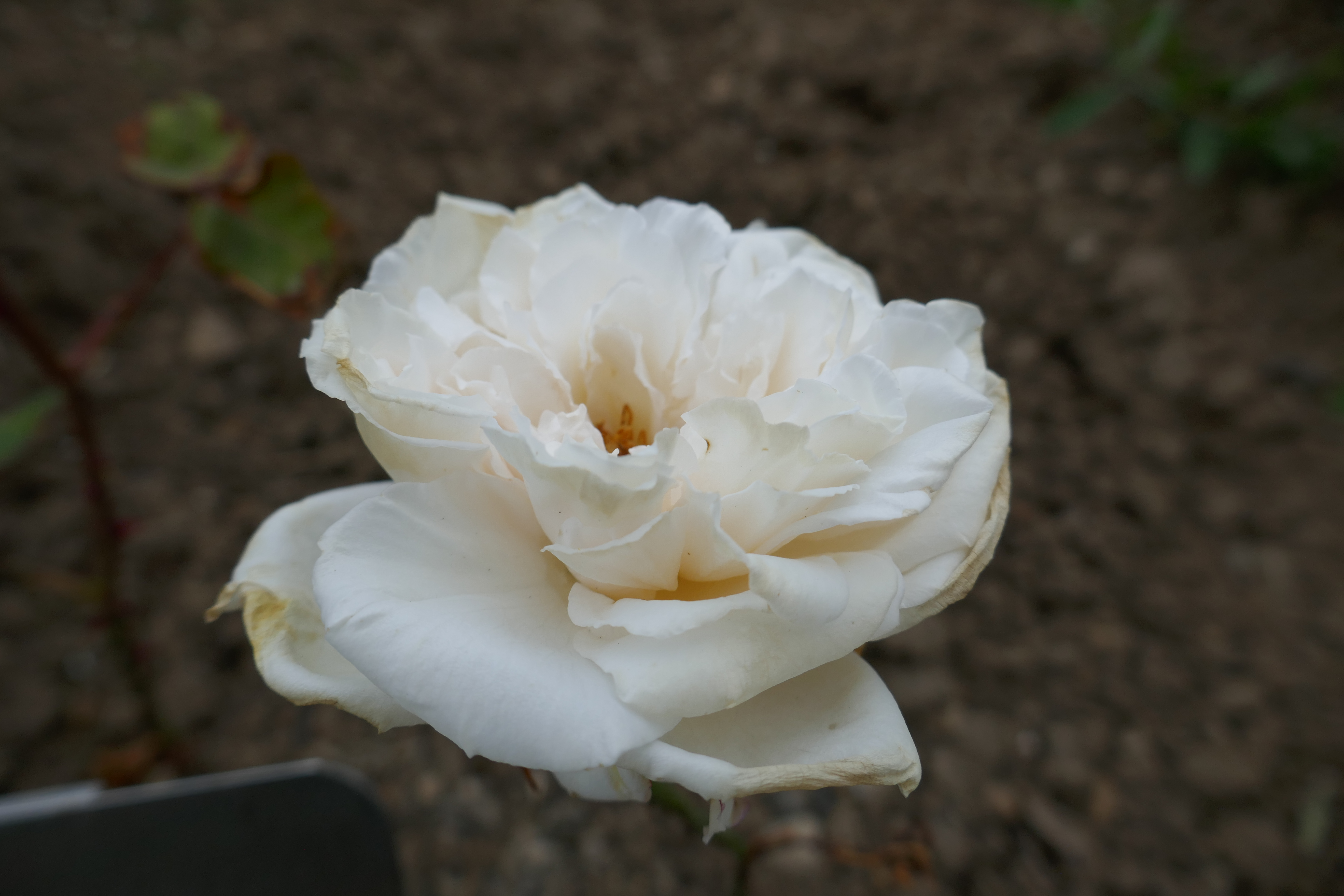
'Pierre Wattinne' (1901)
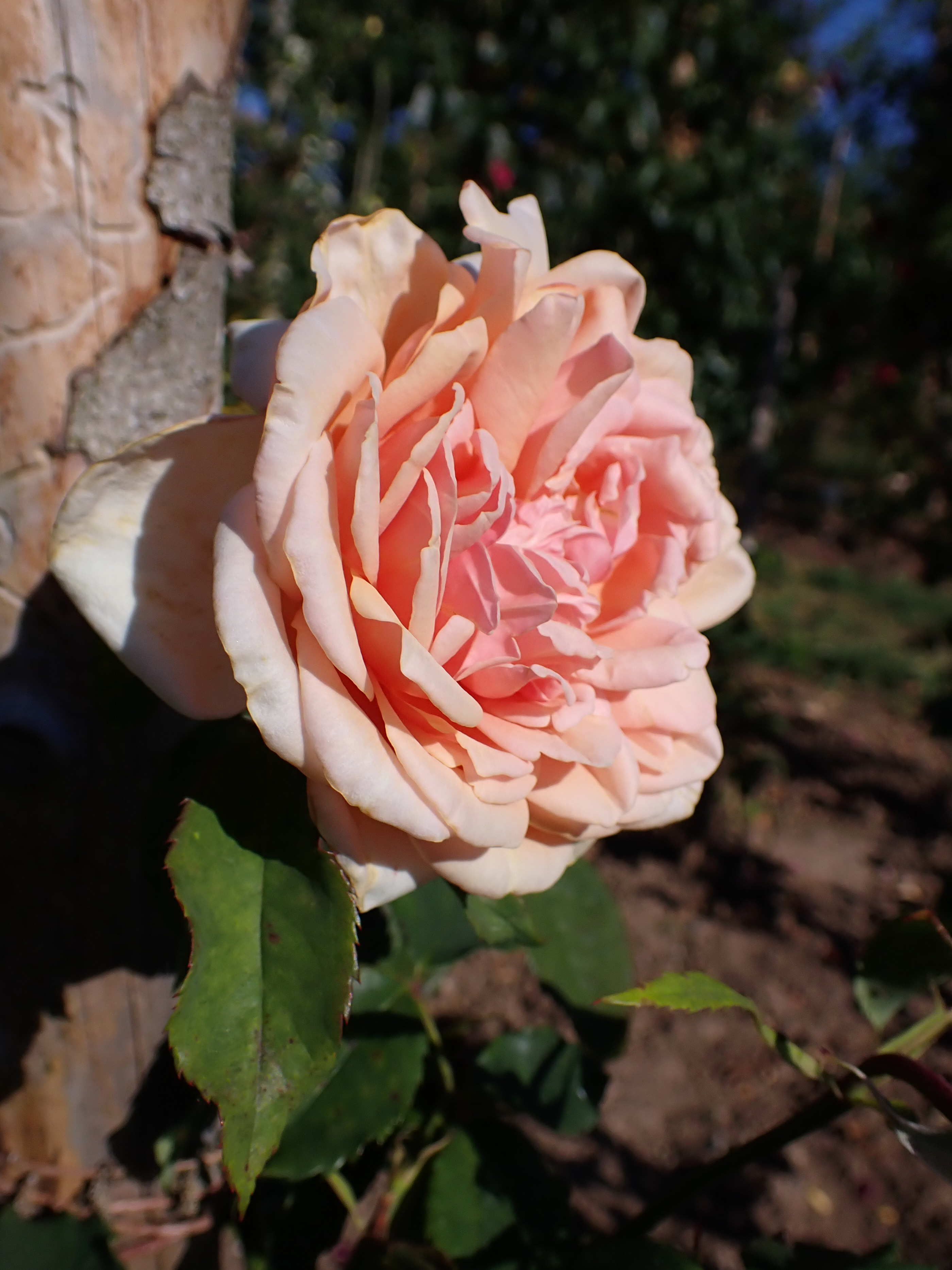
'Madame Jules Gravereaux' (1902)
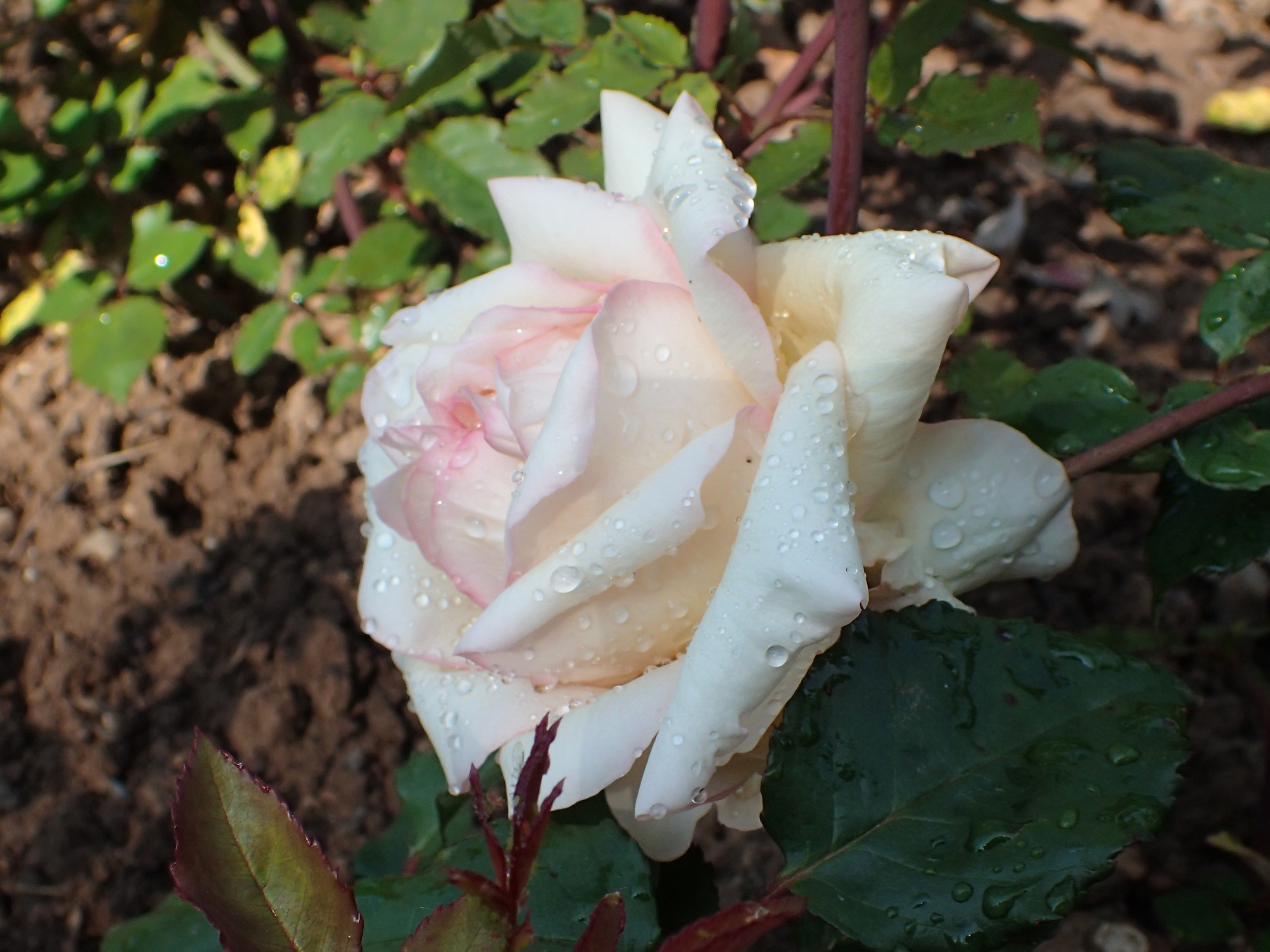
'Souvenir de Pierre Notting' (1903)
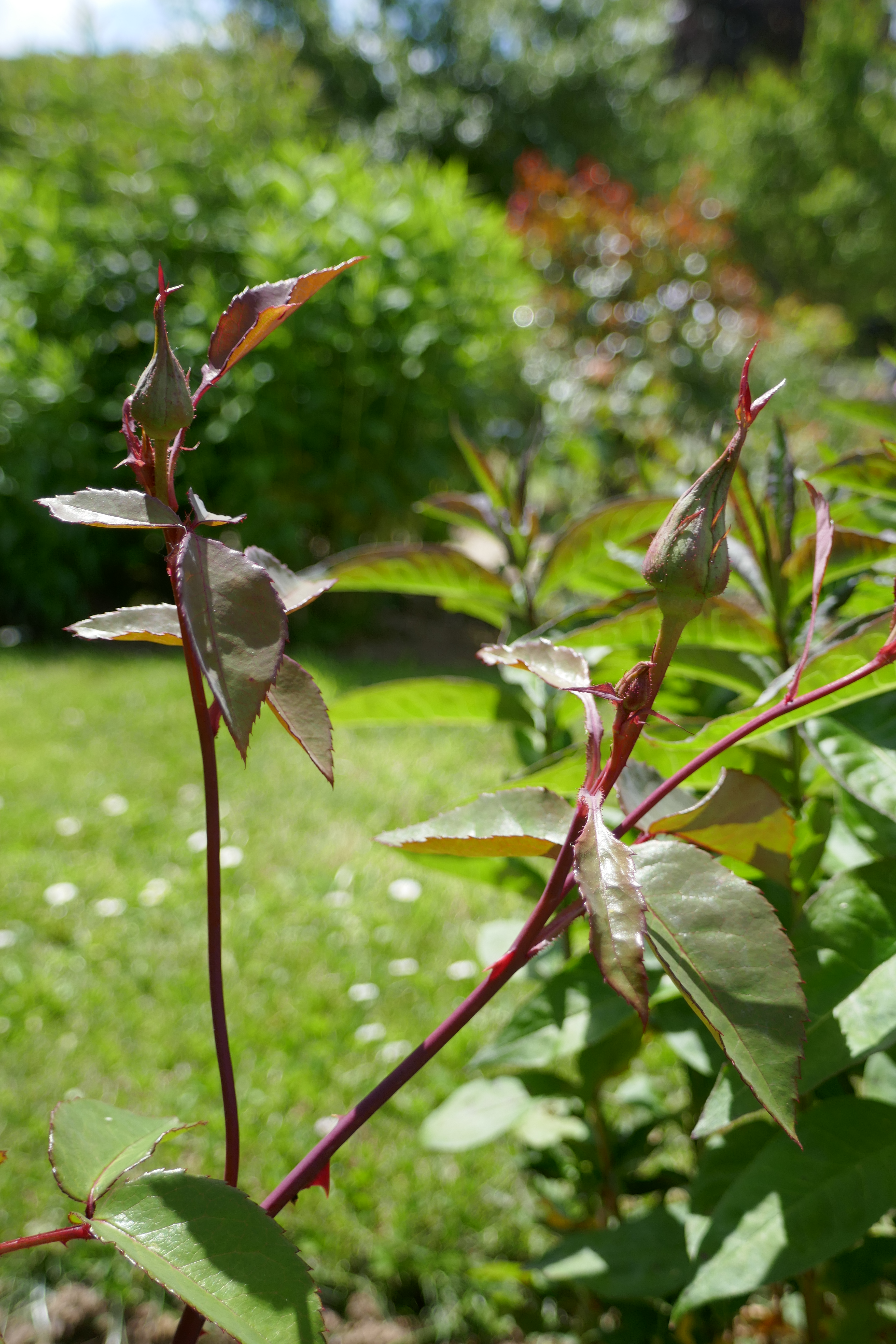
'Madame Constant Soupert' (1904)
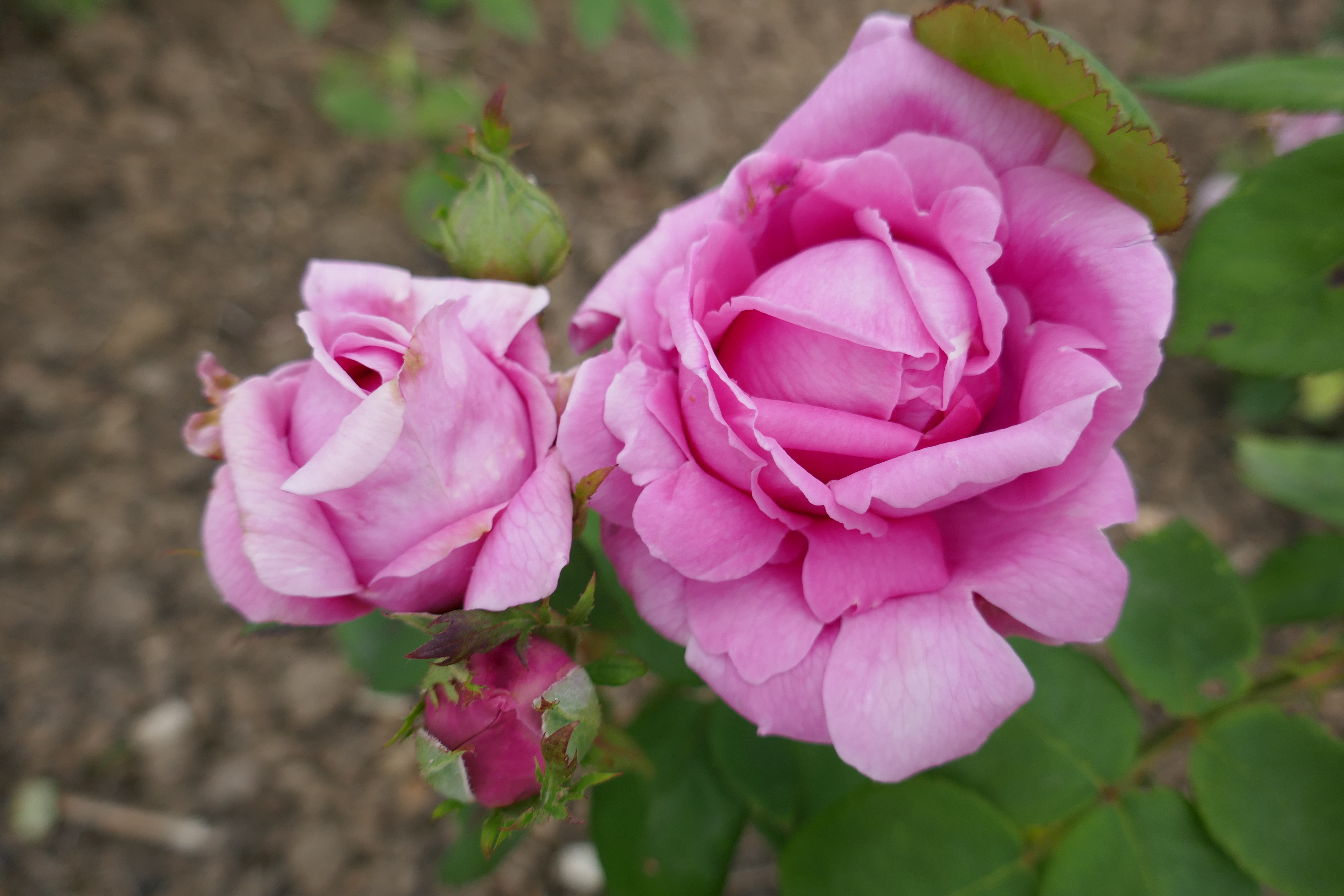
'William Notting' (1904)
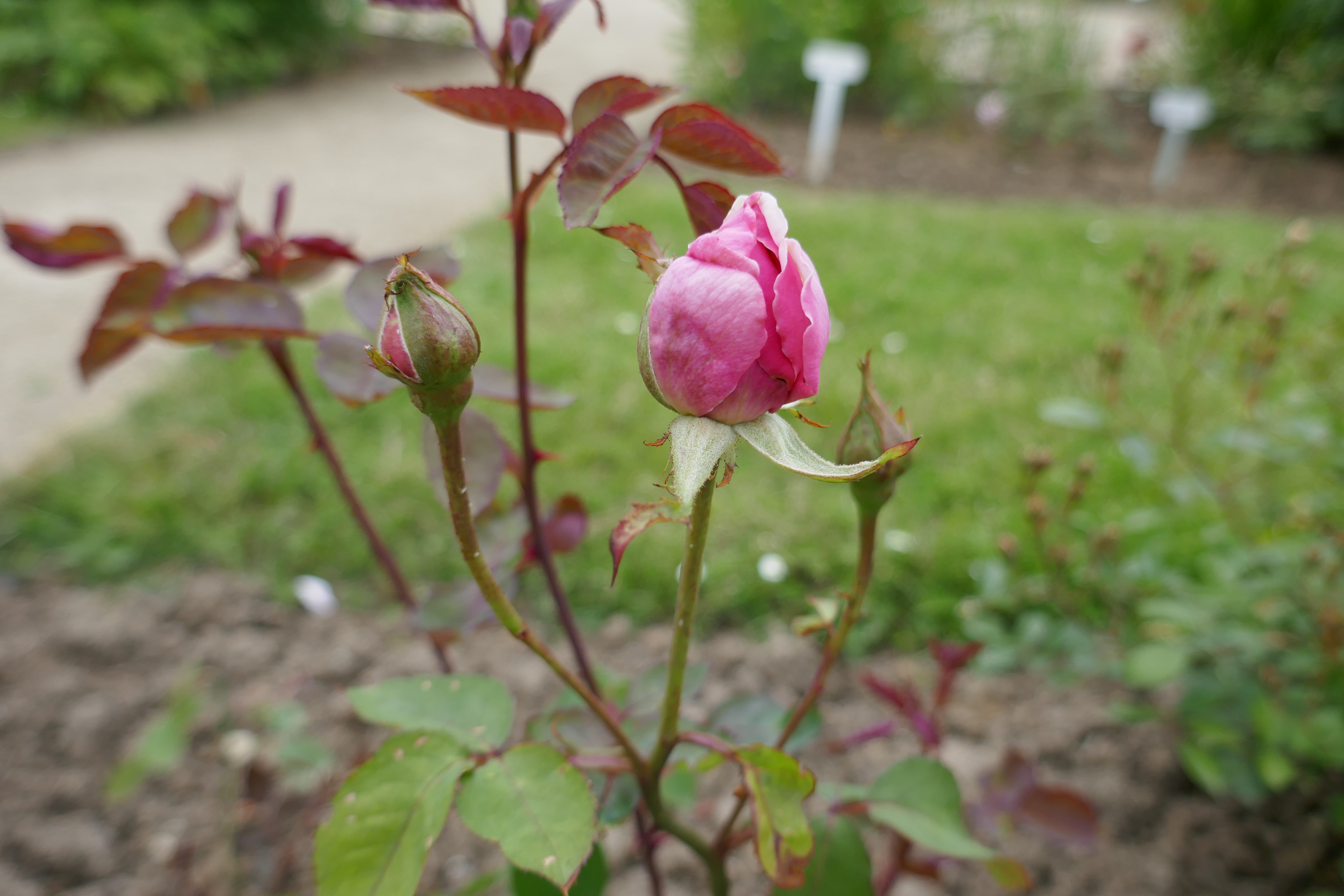
'Mrs. E. G. Hill' (1905)
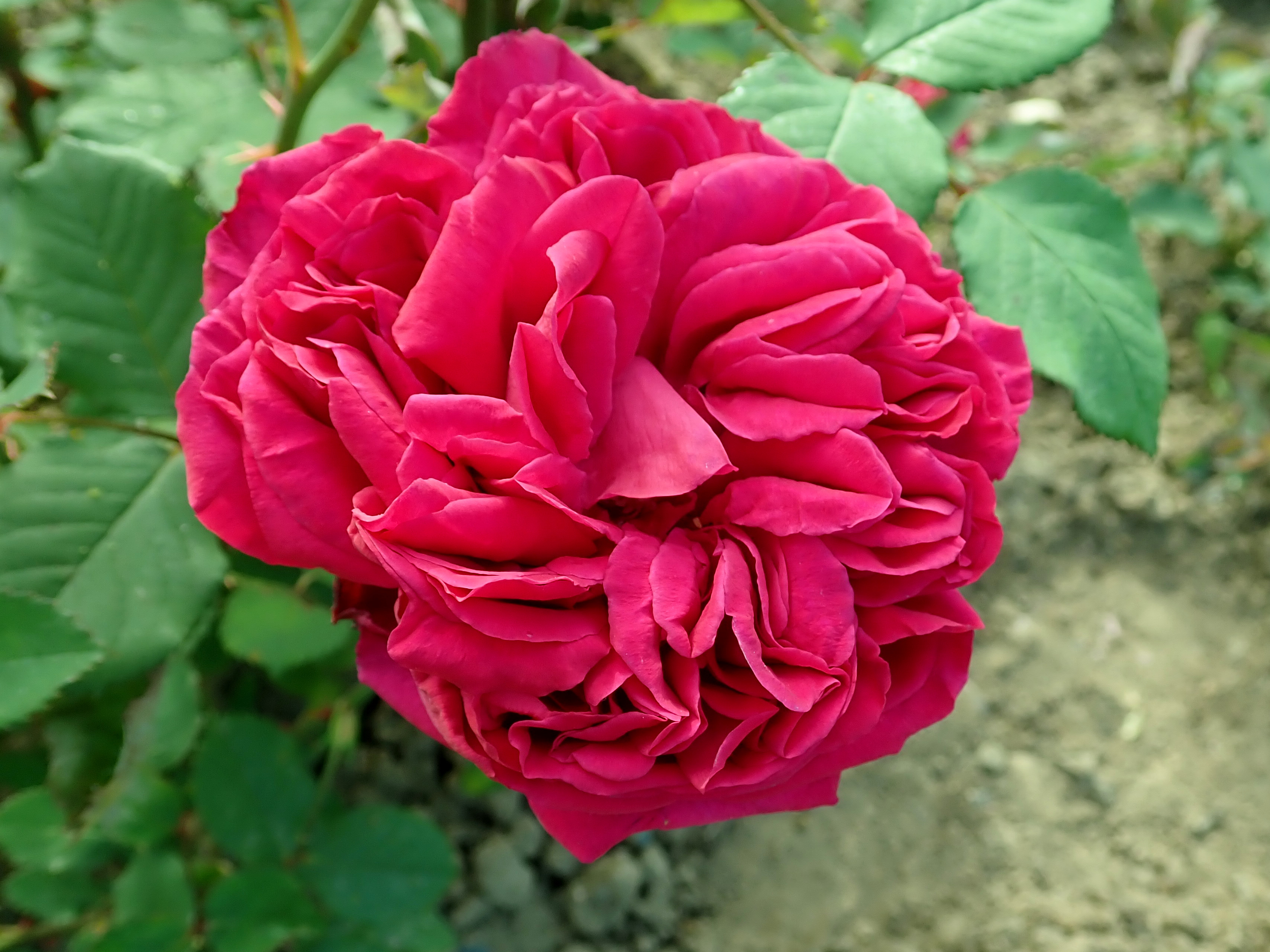
'Reine Marguerite d'Italie' (1905)
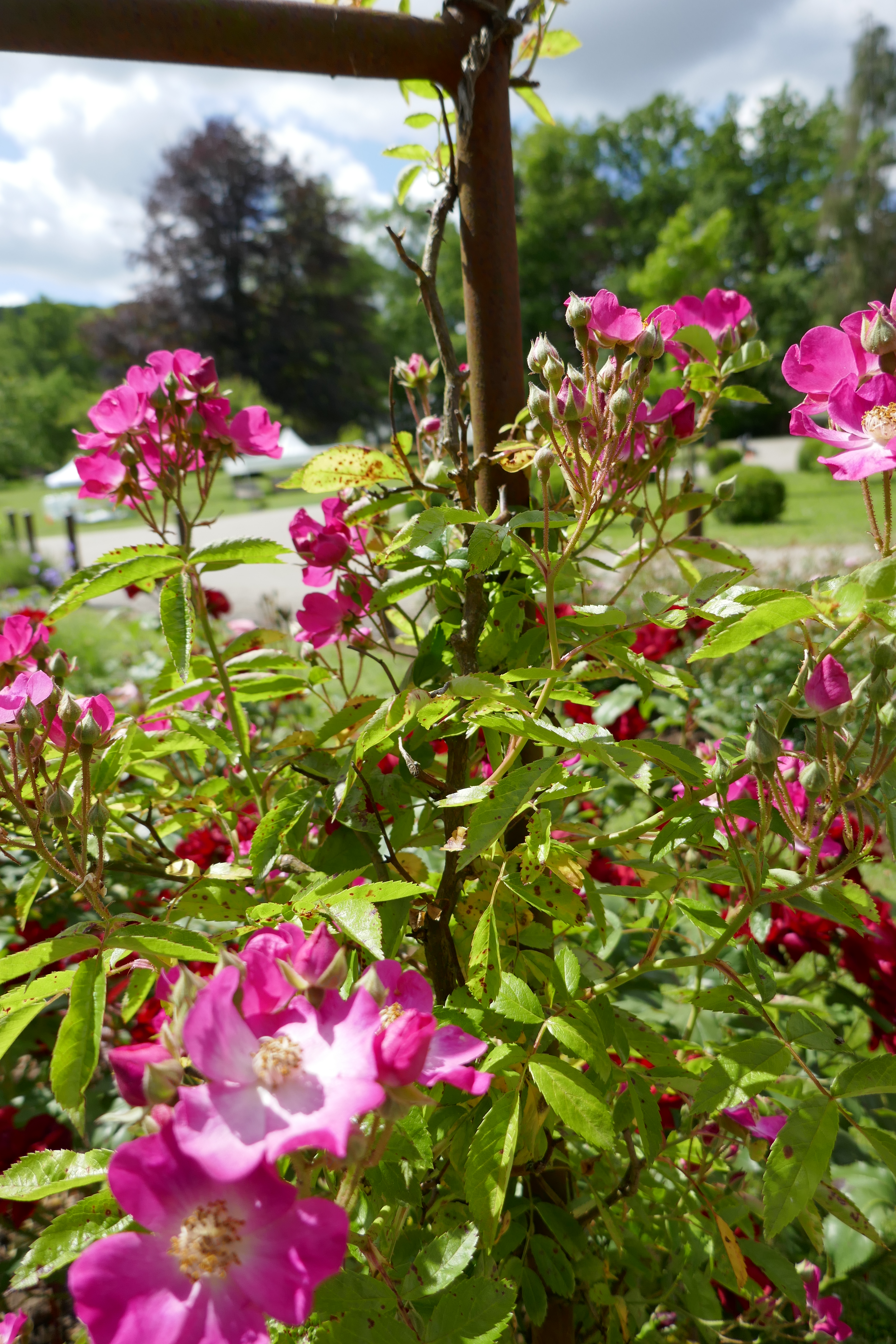
'Stella' (1905)
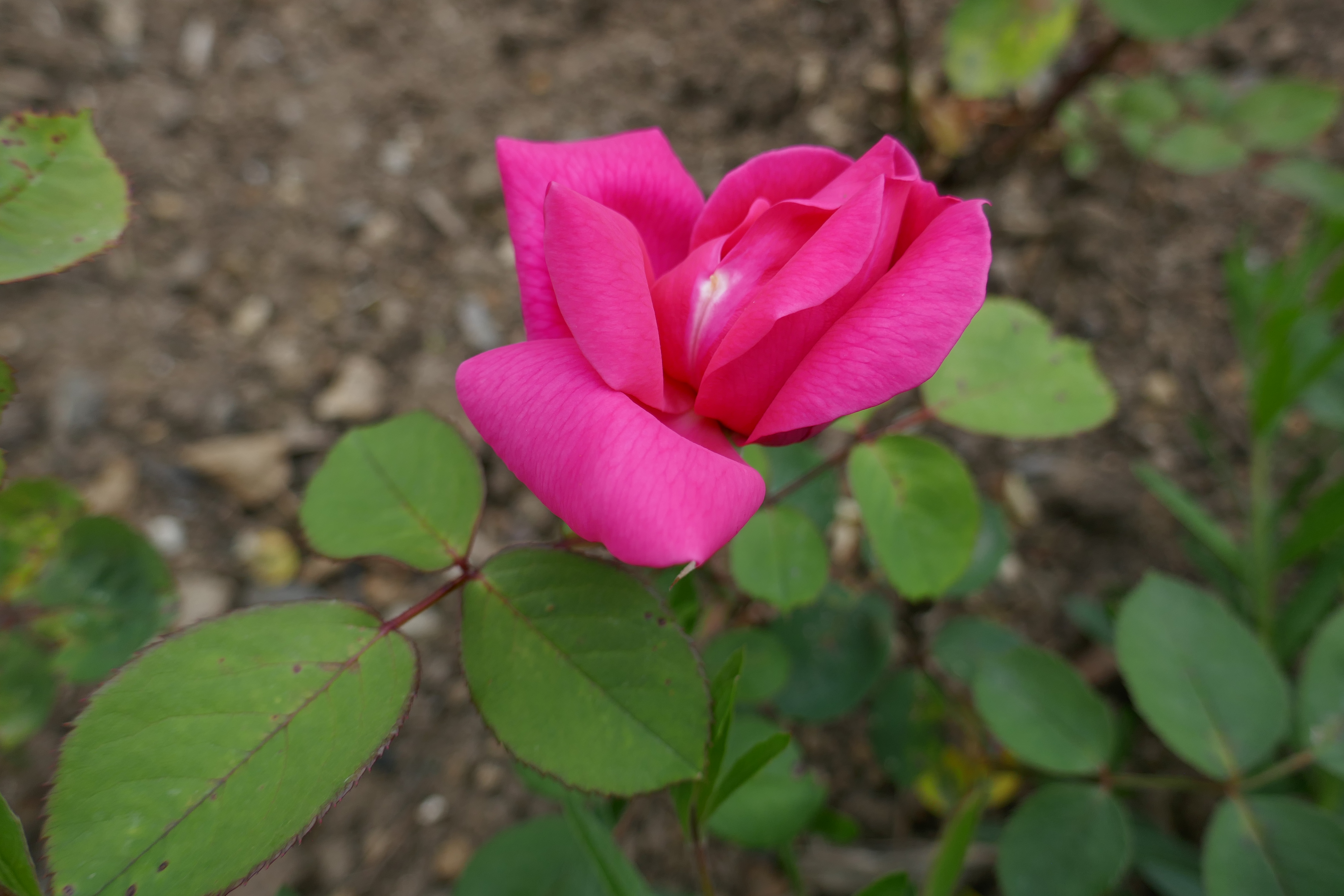
'Souvenir de Maria de Zayas' (1905)
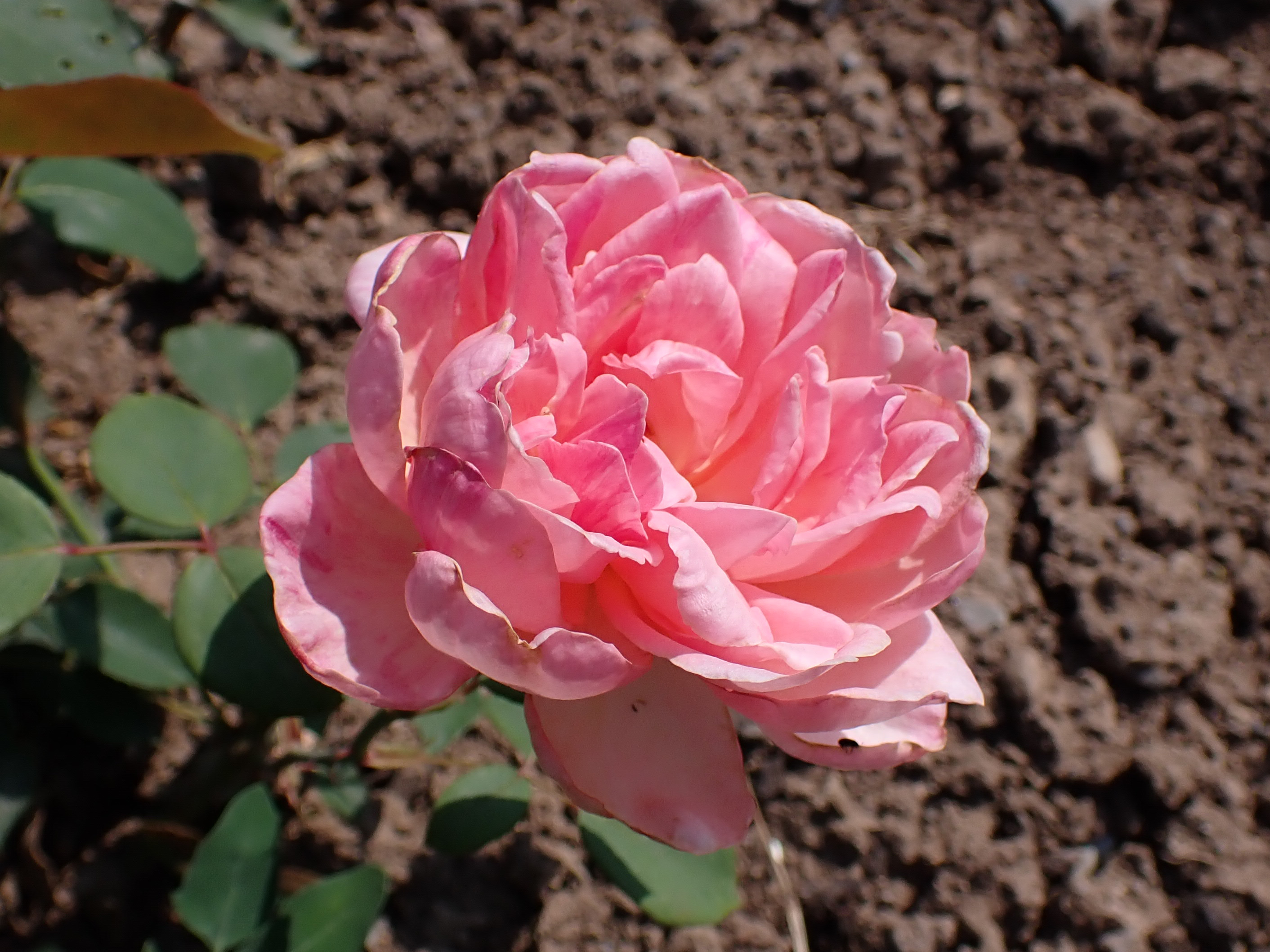
'Madame Segond-Weber' (1907)
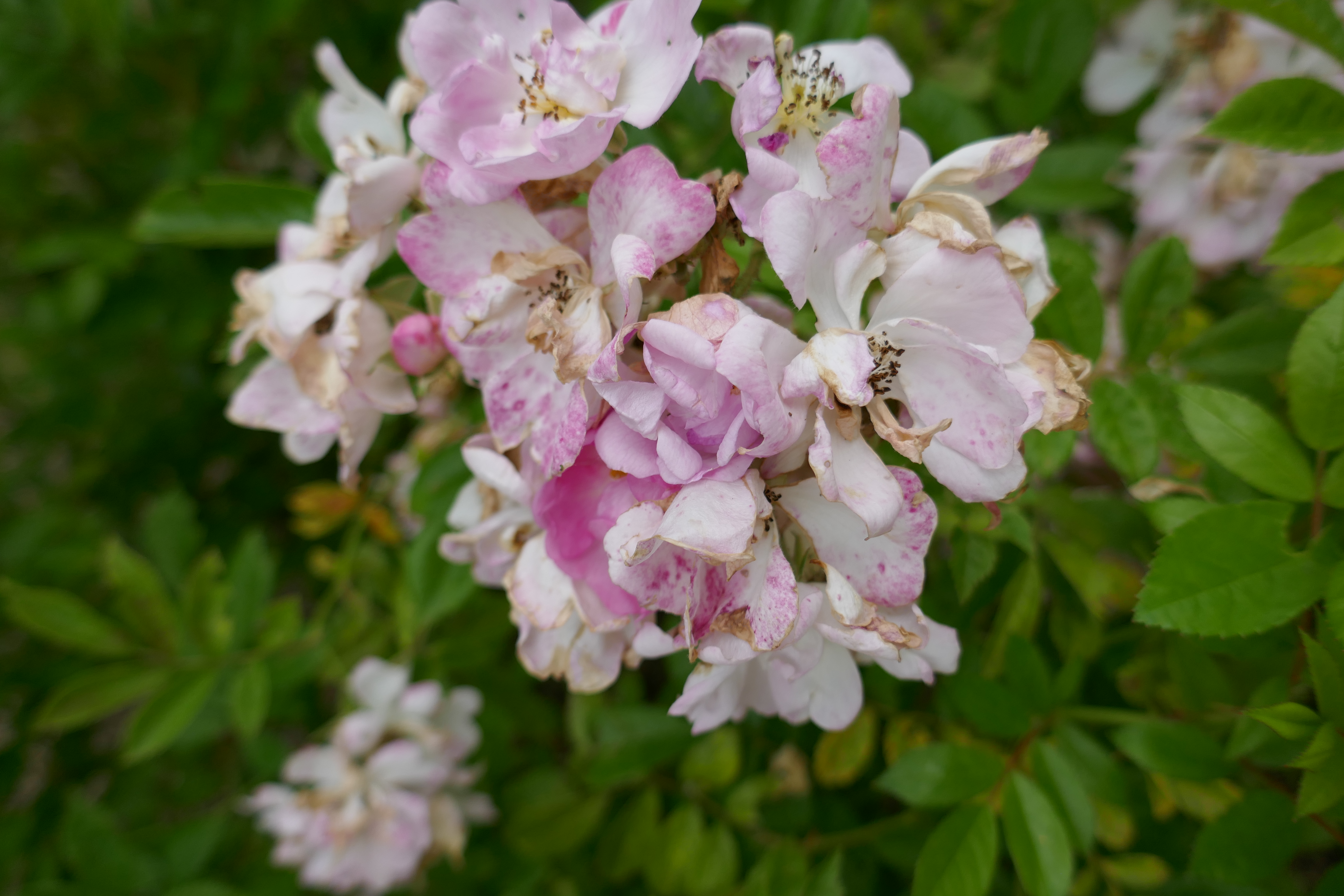
'Bagatelle' (voor 1908)
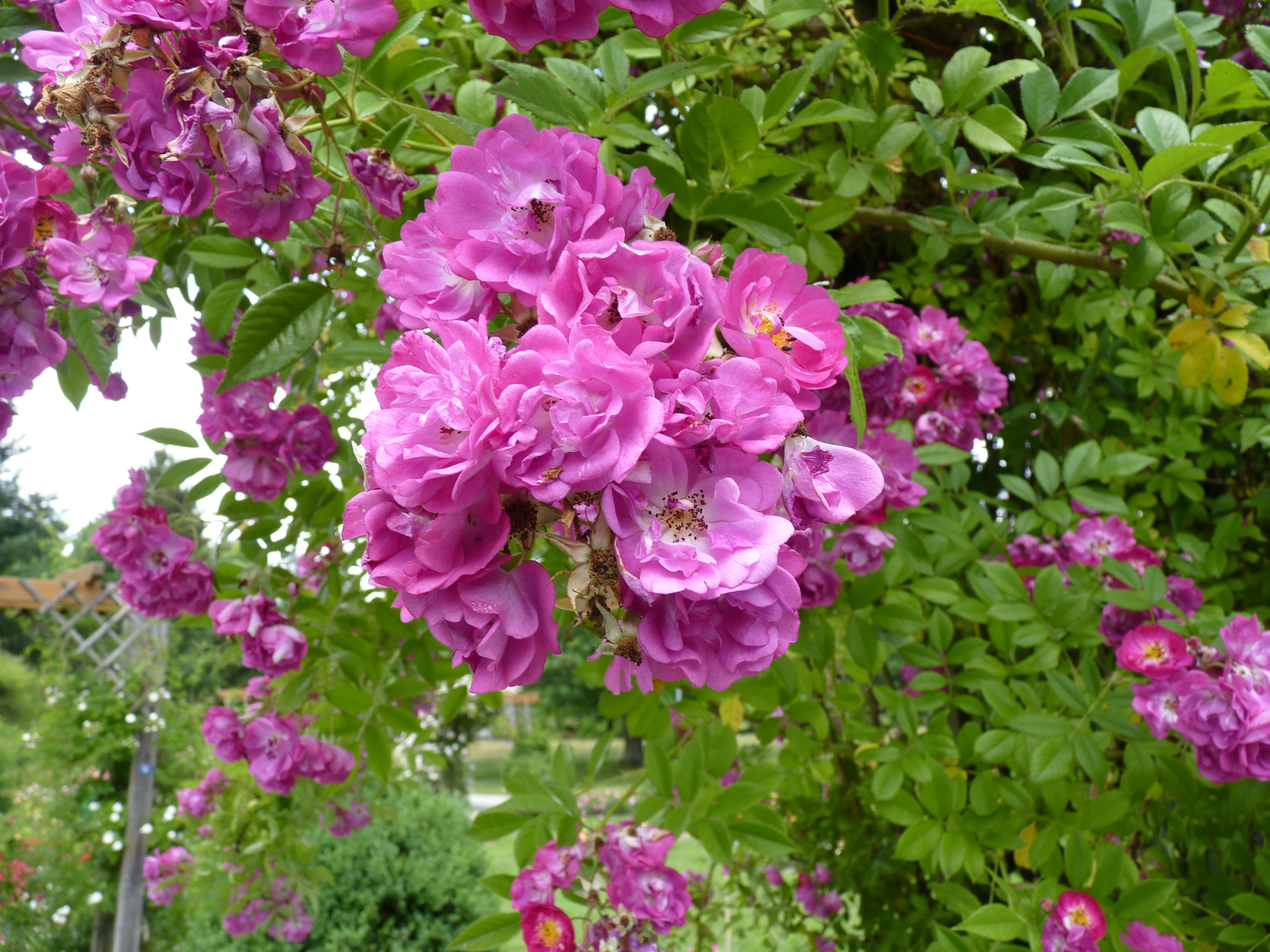
'Bordeaux' (1908)
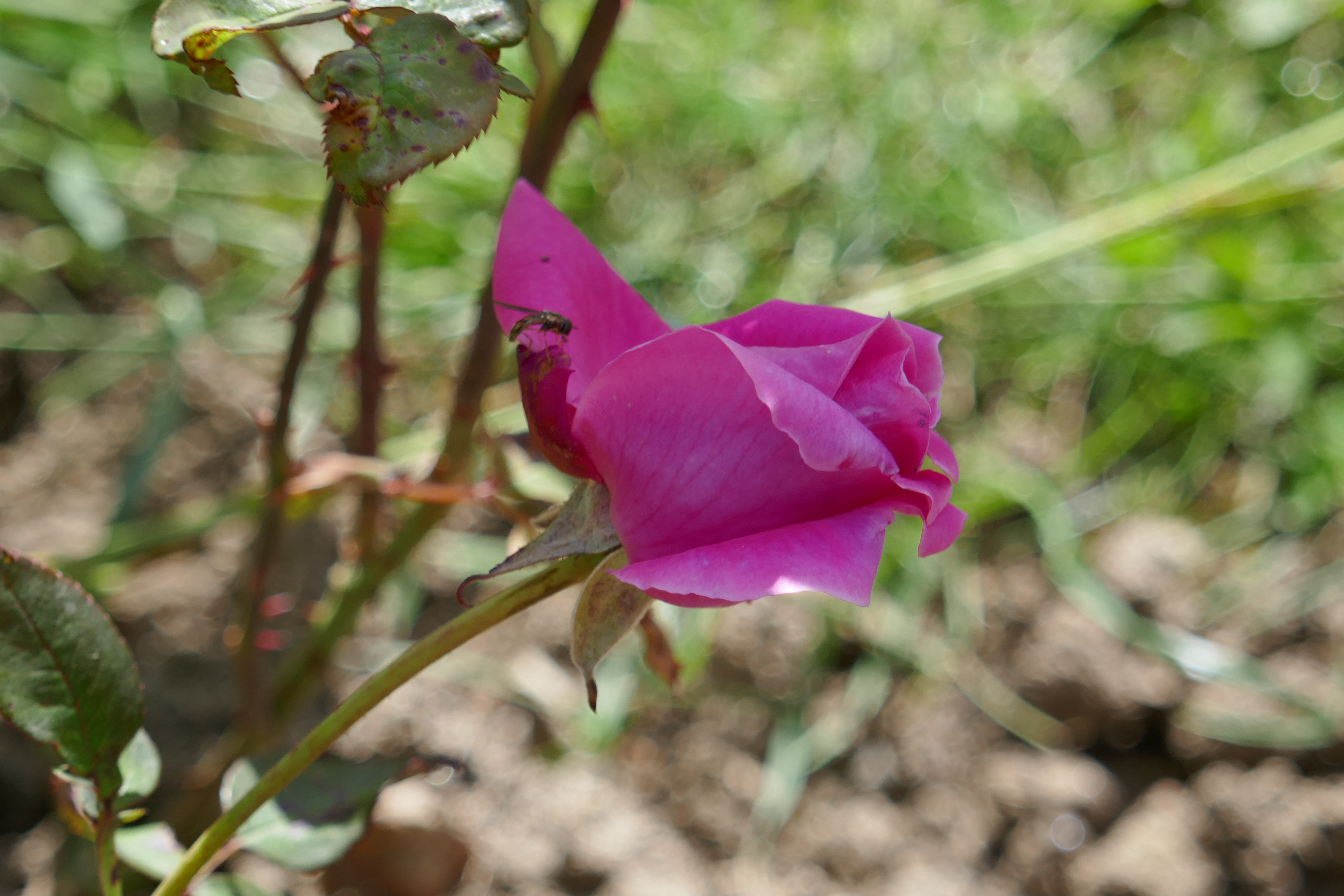
'Prince Engelbert Charles d'Arenberg' (1909)
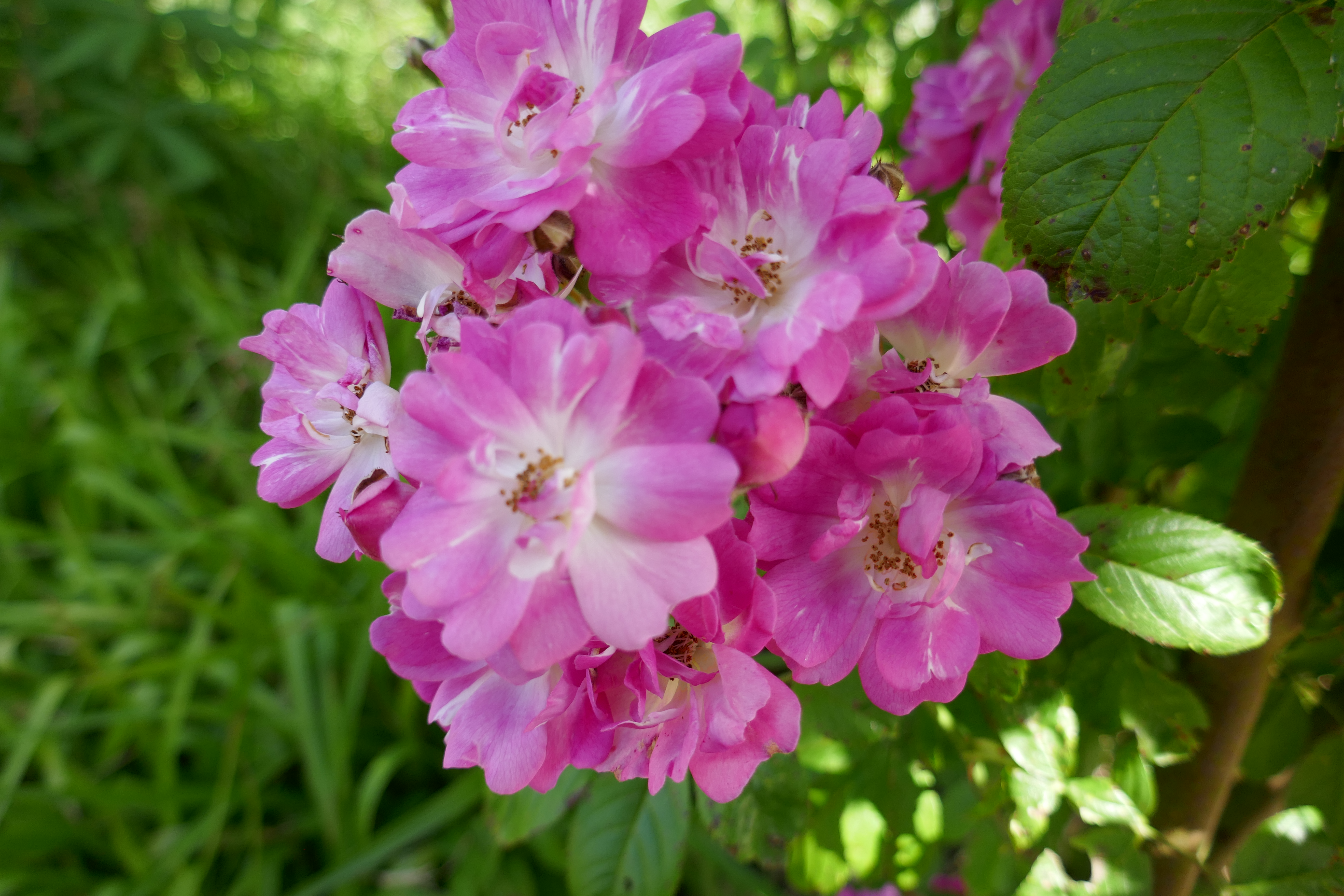
'Hugo Maweroff' (1910)
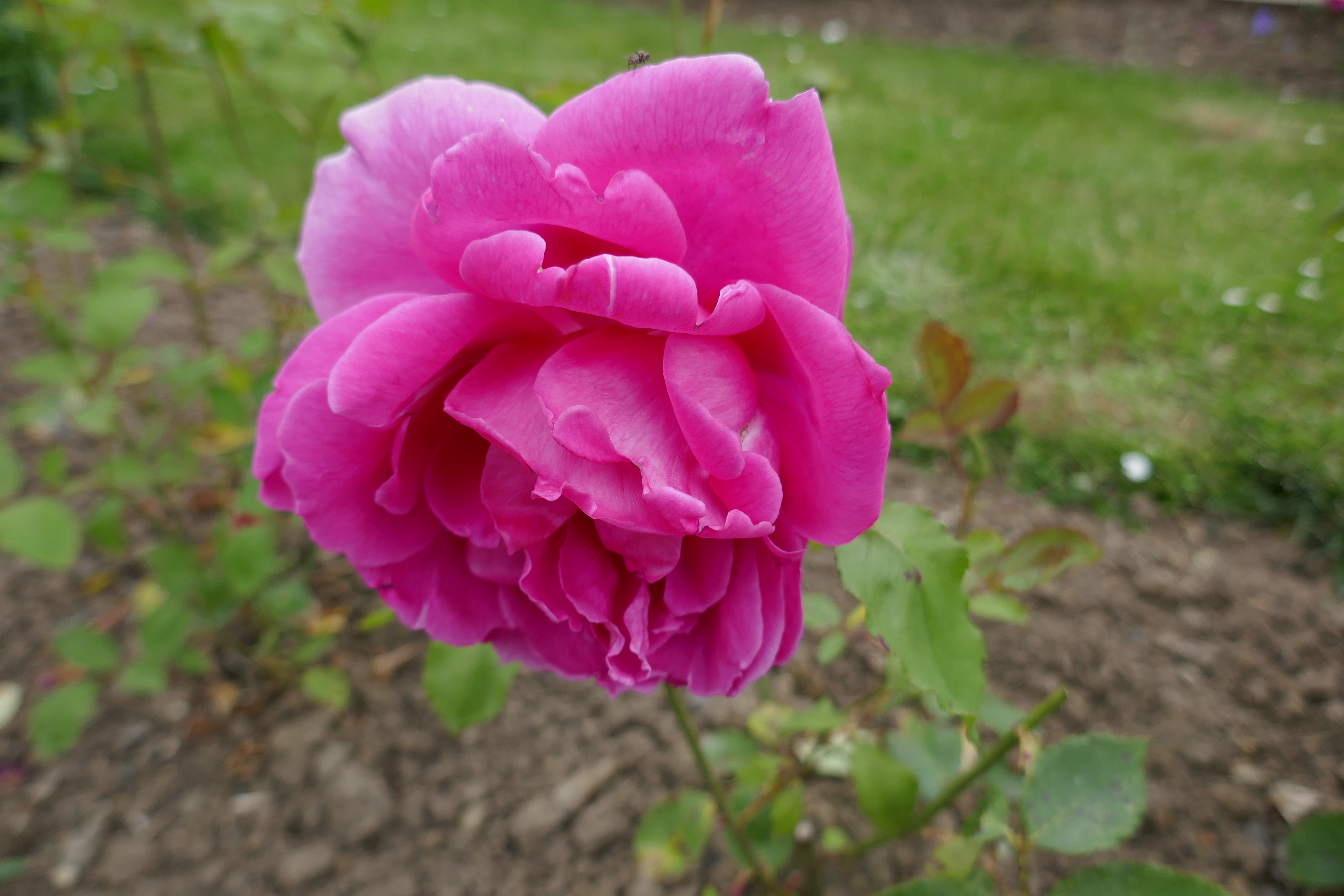
'Manuel P. Azevedo' (1910)
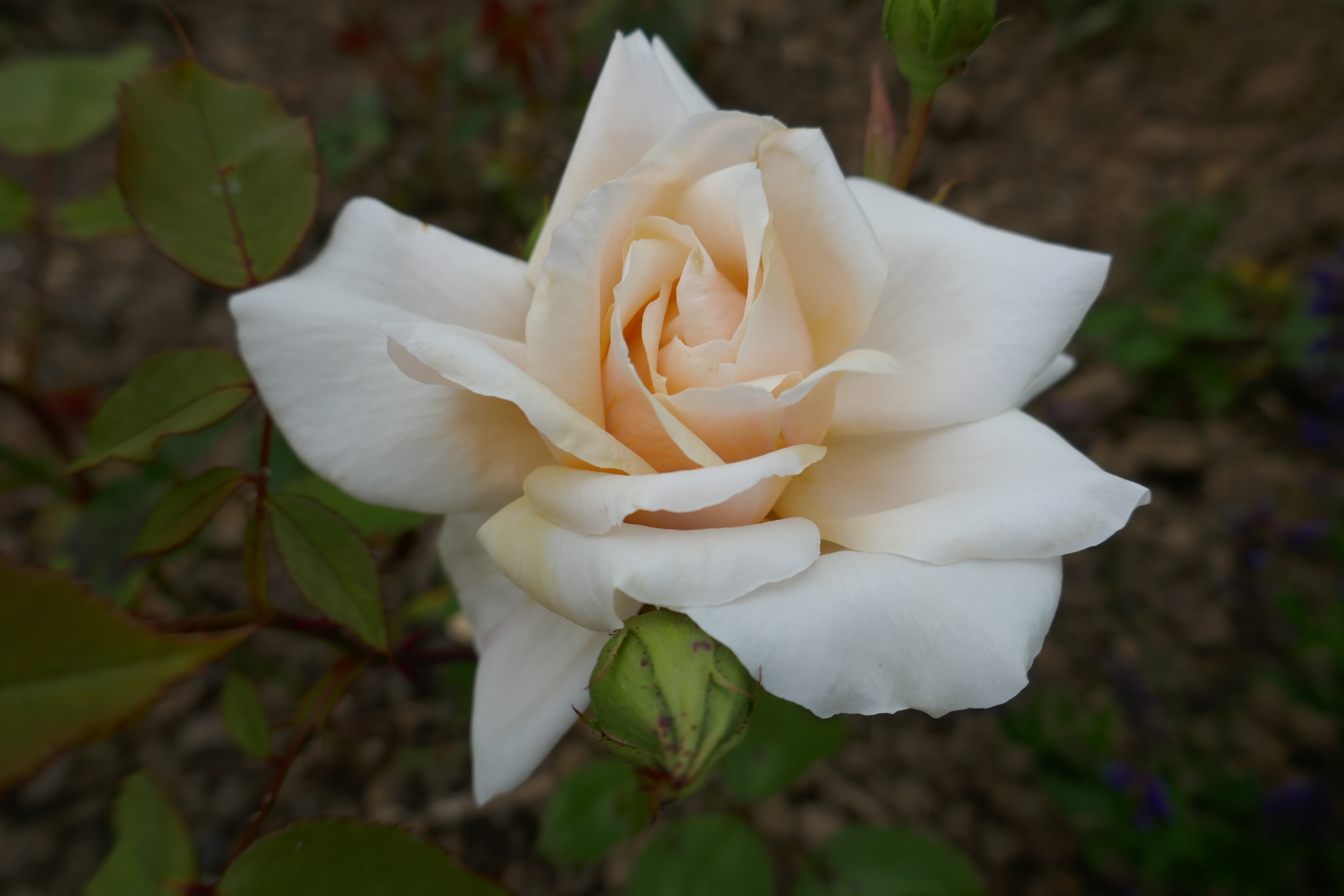
'Maman Lyly' (1911)
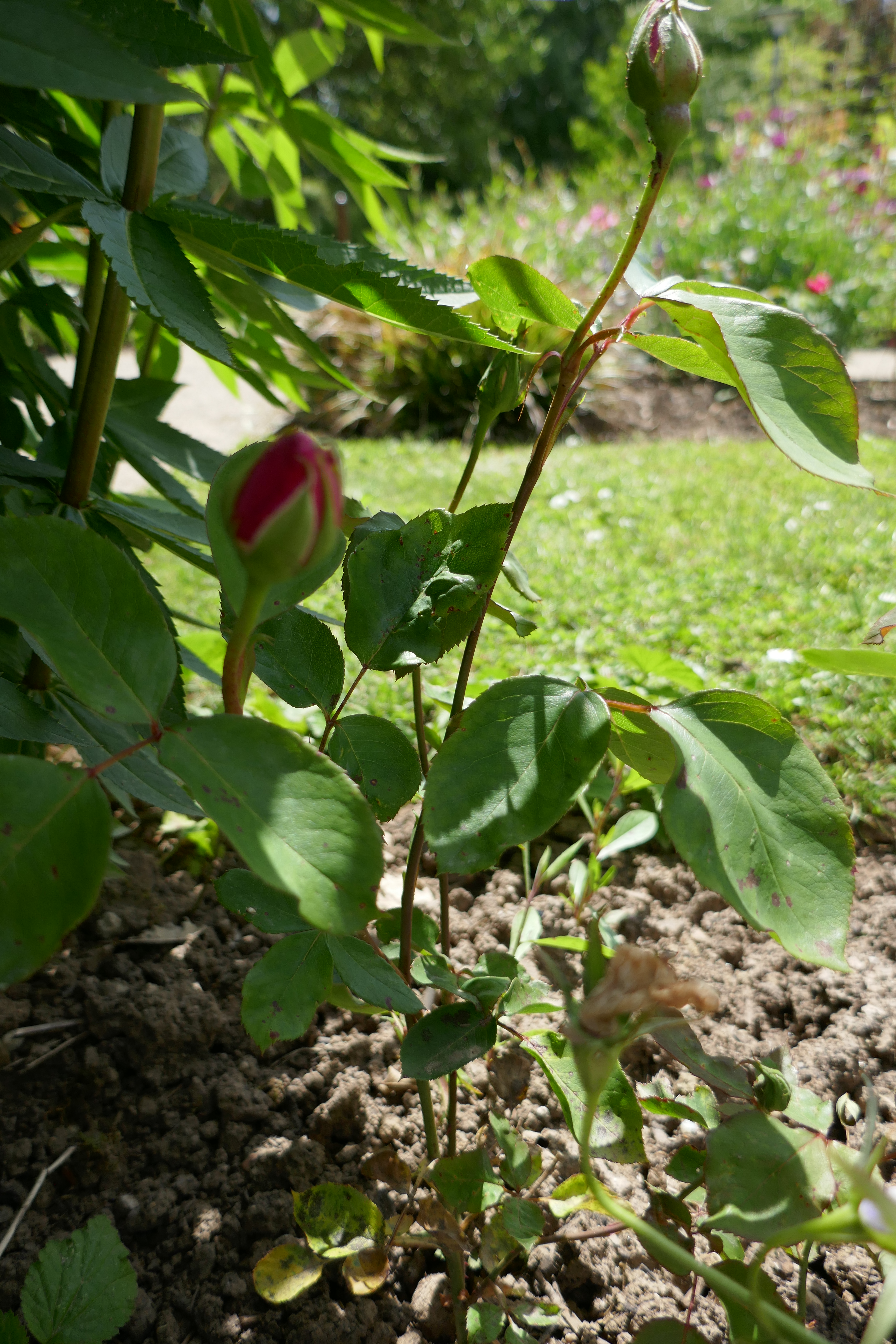
'Aviateur Michel Mahieu' (1912)
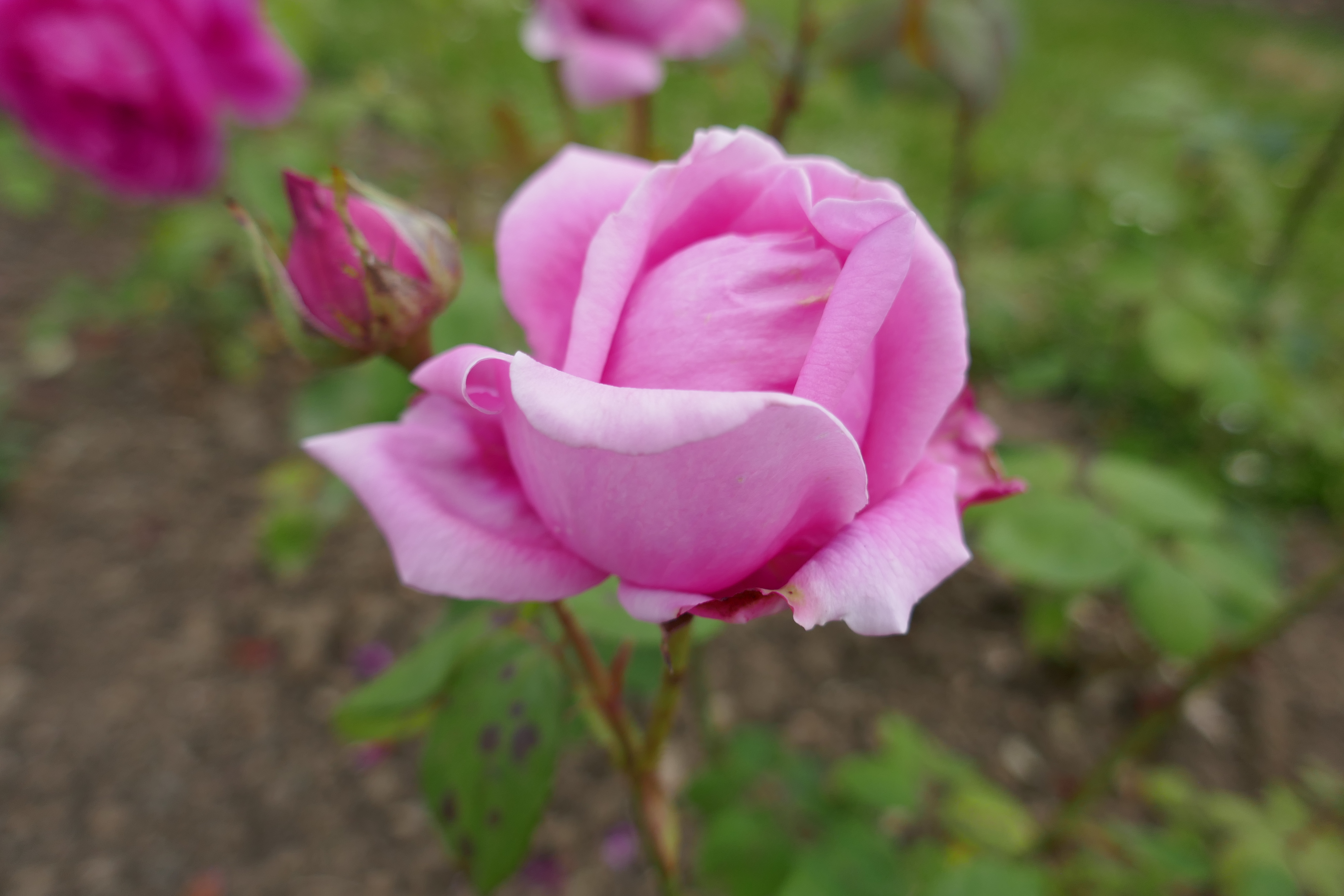
'Dr. Nicolas Welter' (1912)
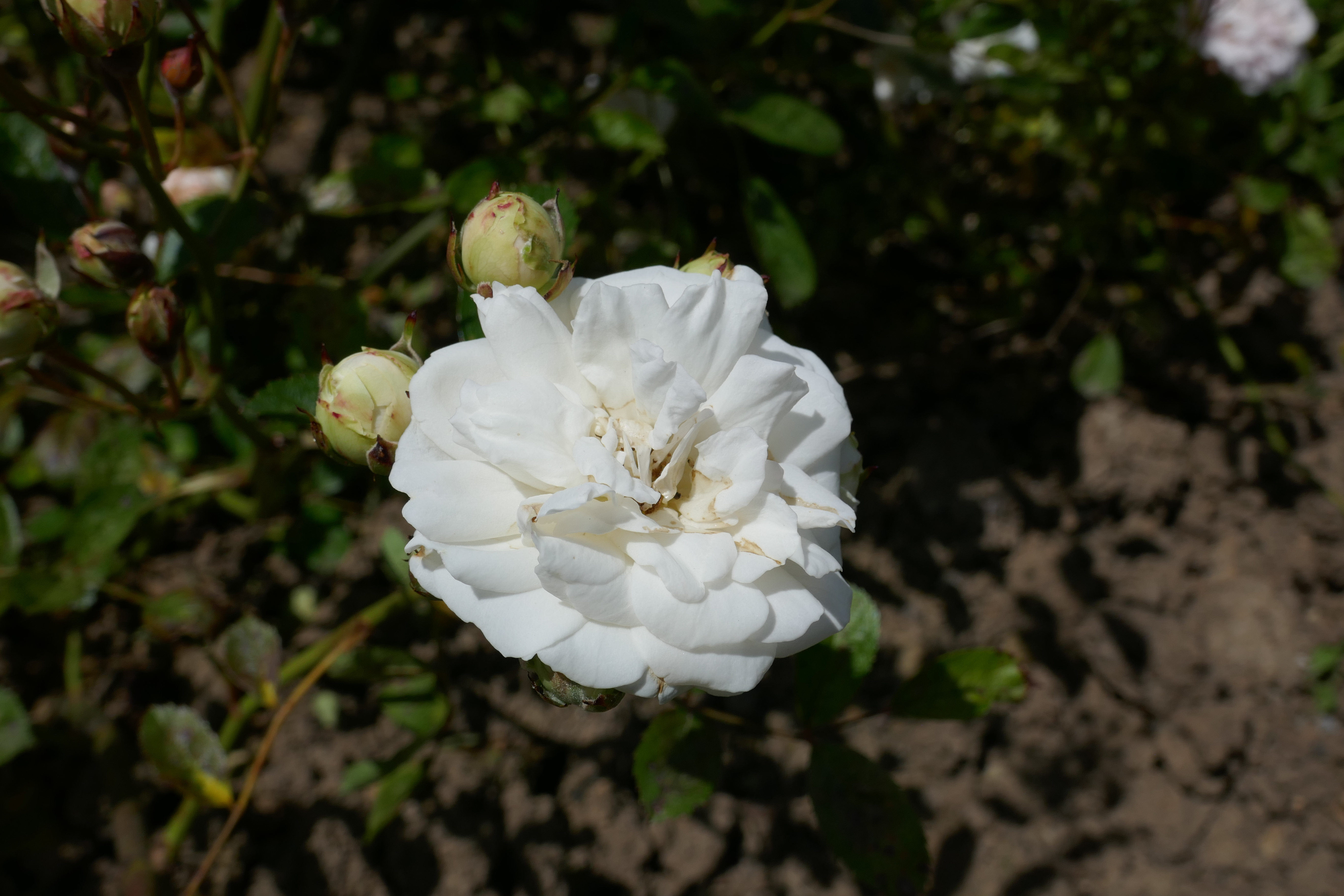
'Jeanny Soupert' (1912)
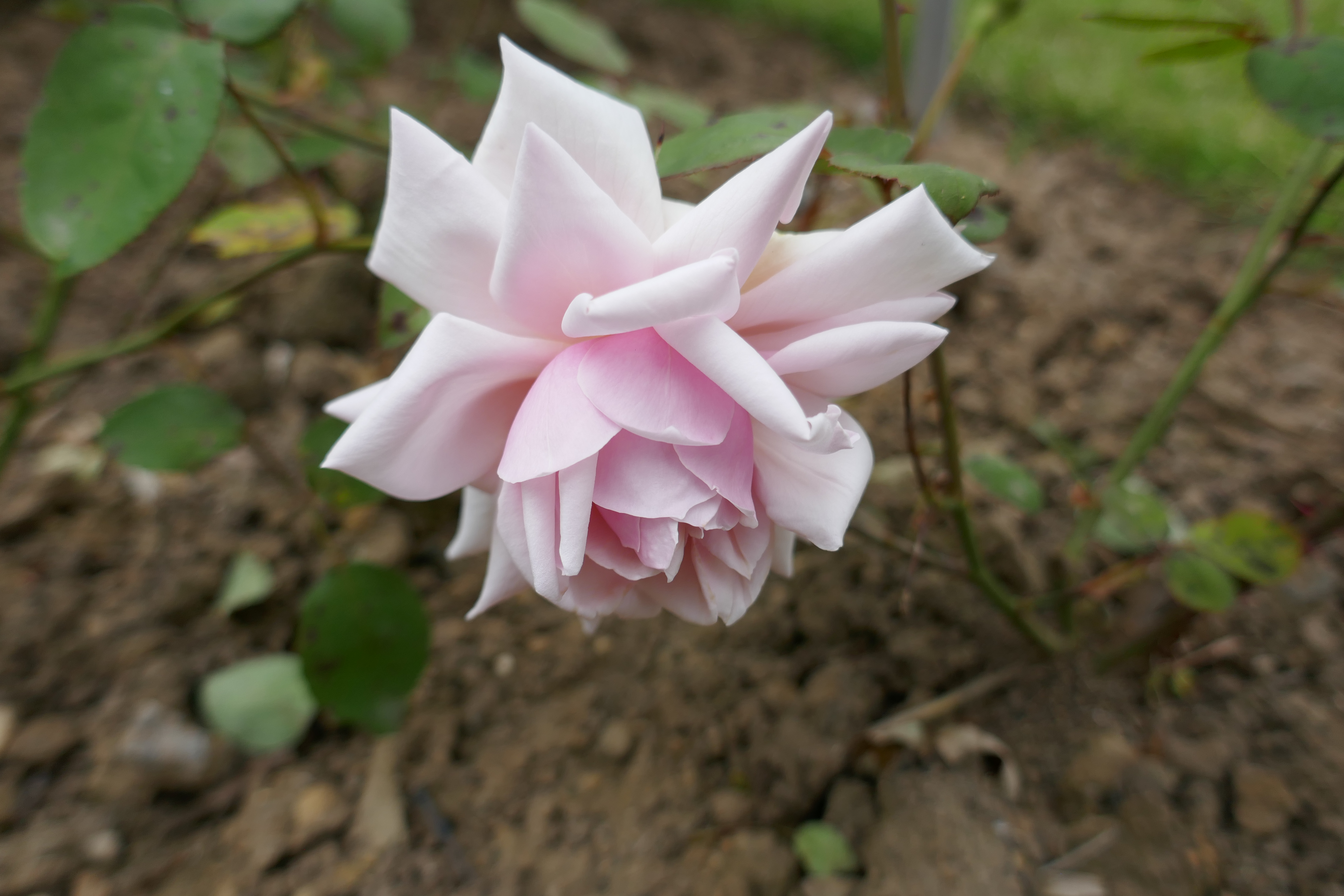
'Lucien Chauré' (1913)

### Illustraties

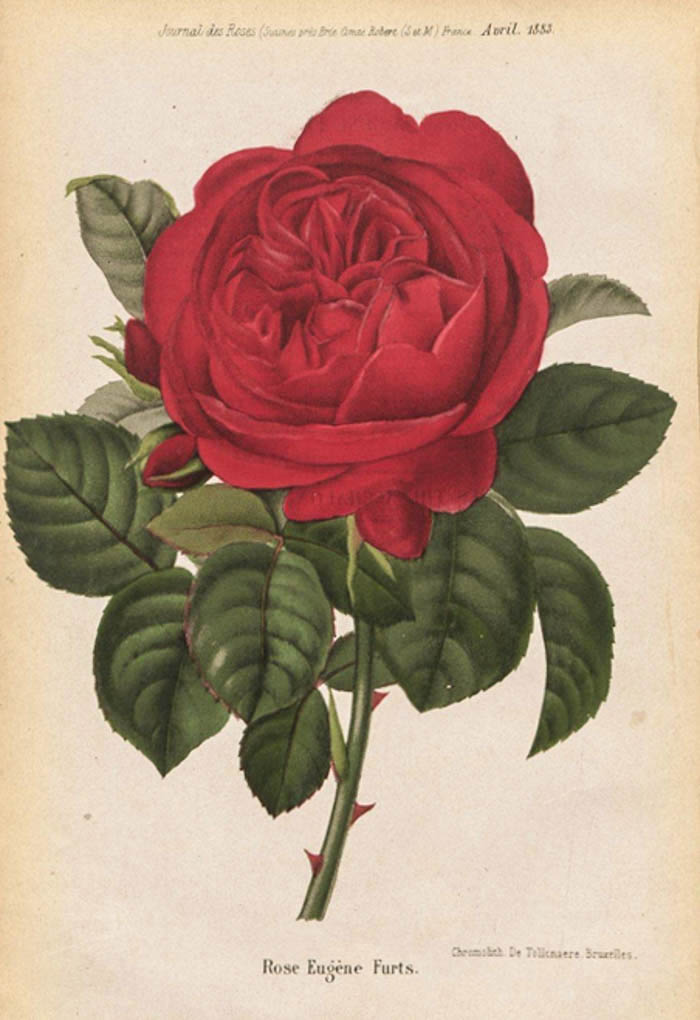
'Eugène Fürst' (1875)
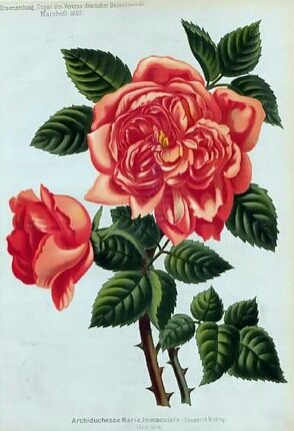
'Archiduchesse Maria Immaculata' (1887)
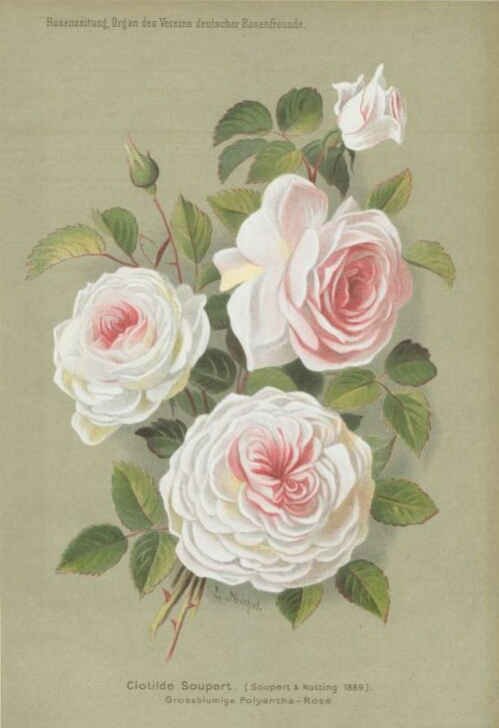
'Clotilde Soupert' (1888)
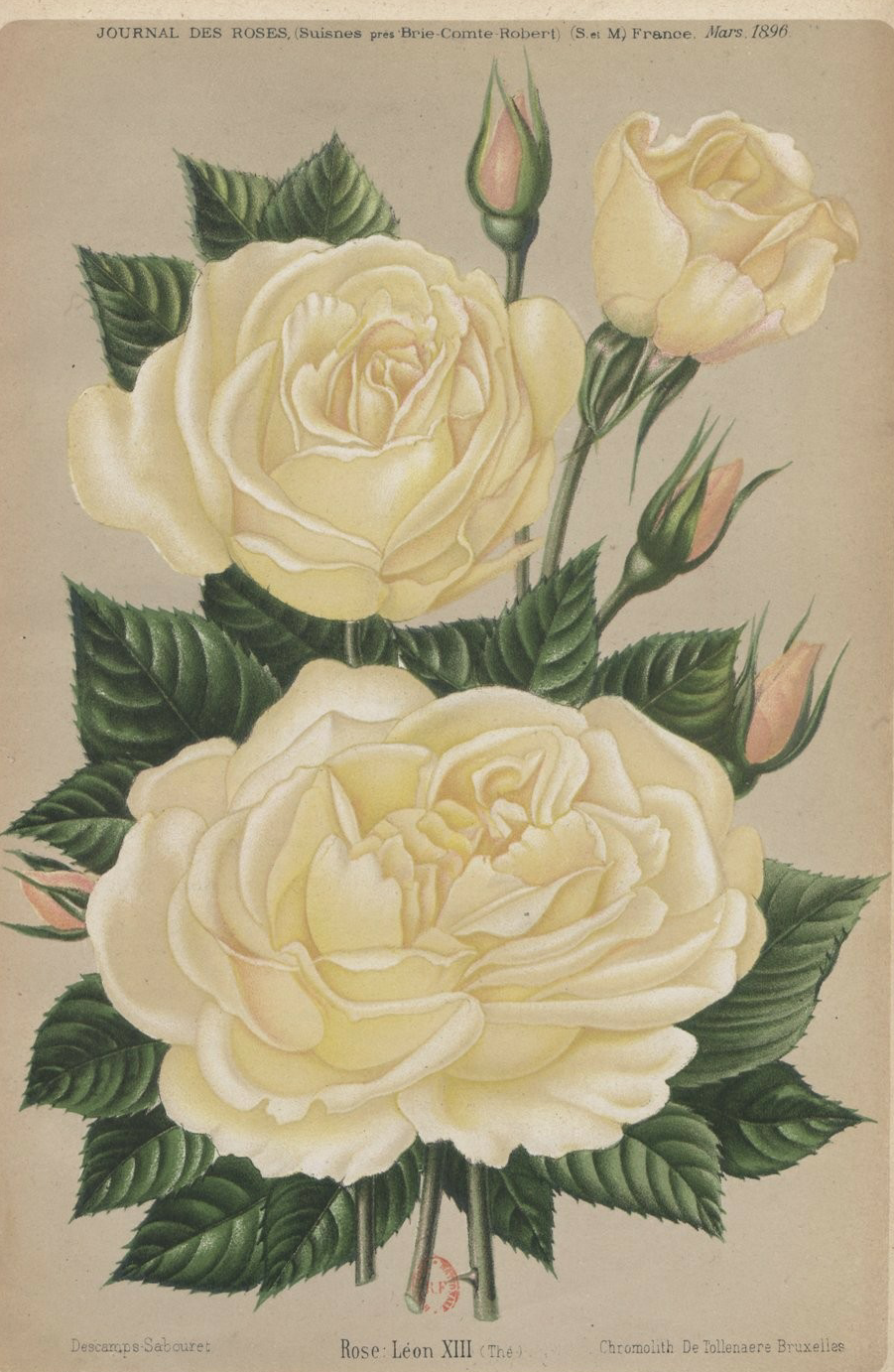
'Léon XIII' (1892)
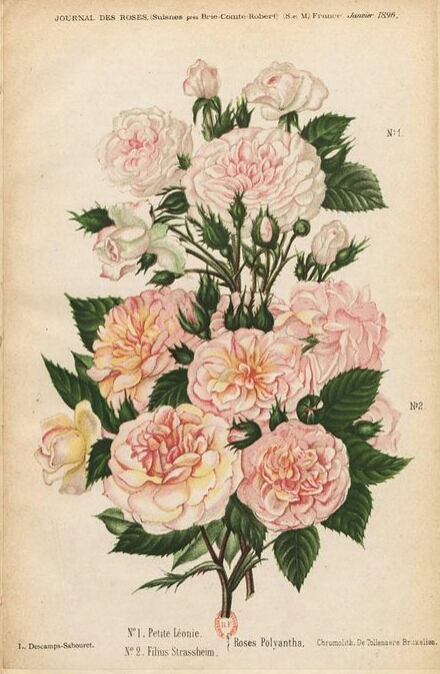
'Petite Léonie' (1892)
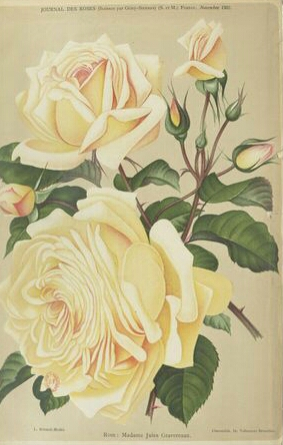
'Madame Jules Gravereaux' (1902)
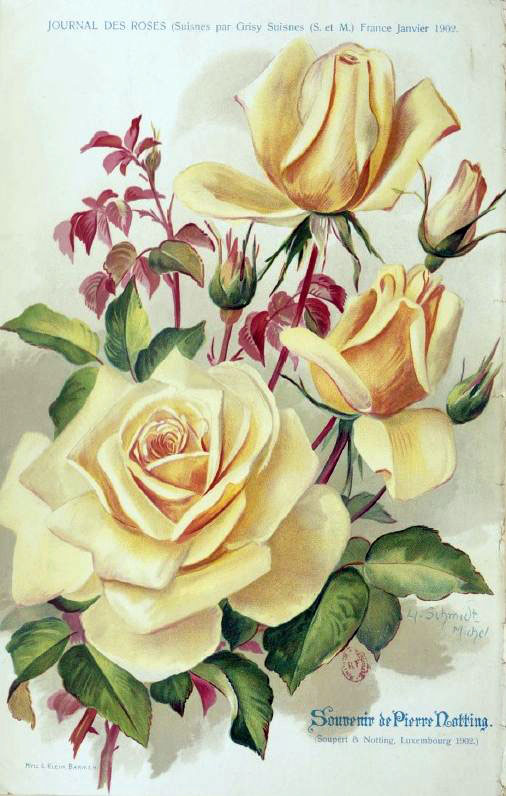
'Souvenir de Pierre Notting' (1903)
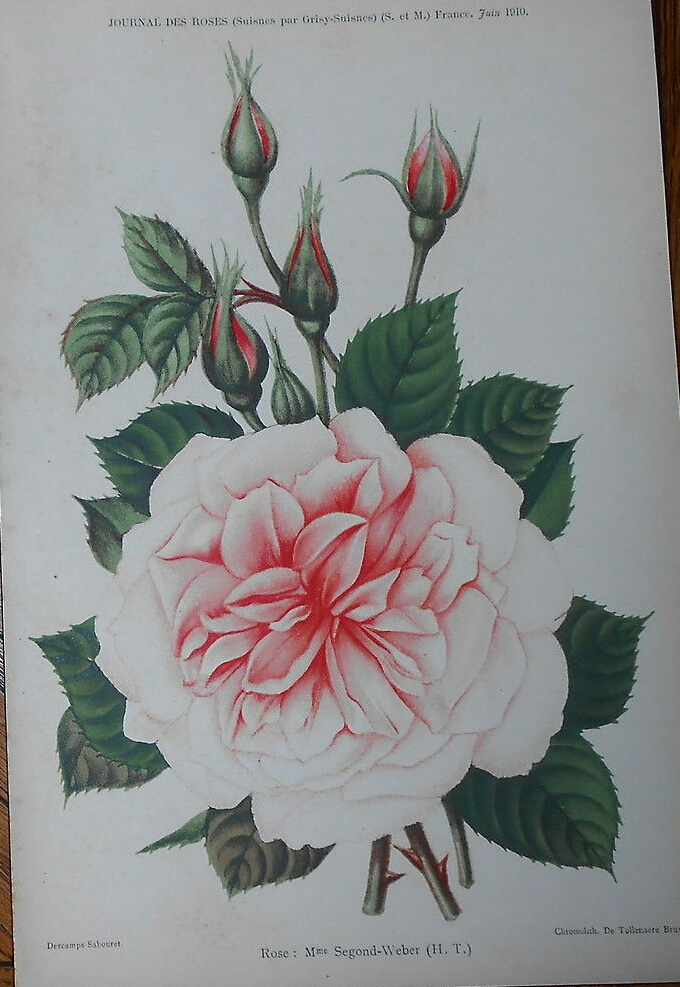
'Madame Segond-Weber' (1907)